# Campagna dell'Africa Orientale Italiana
La campagna dell'Africa Orientale Italiana fu l'insieme delle operazioni militari che videro confrontarsi le forze armate italiane e quelle britanniche nell'area del Corno d'Africa, durante la seconda guerra mondiale. Con l'entrata in guerra del Regno d'Italia, il 10 giugno del 1940, e l'inizio delle ostilità con Francia e Regno Unito, la colonia dell'Africa Orientale Italiana (A.O.I.) si trovò in una posizione periferica rispetto al teatro europeo e circondata dalle colonie britanniche di Sudan, Somaliland e Kenya. Le numerose ma deboli forze coloniali italiane sotto il comando del viceré d'Etiopia Amedeo di Savoia dovettero così confrontarsi con le mobili ed equipaggiate truppe dell'Impero britannico del generale Archibald Wavell, coadiuvate dalla resistenza etiope degli arbegnuoc (lett. "patrioti"), attivi in molte regioni dell'Etiopia fin dall'inizio dell'occupazione italiana nel 1936.
I britannici, che nell'estate 1940 avevano esigue forze nell'area, consideravano la colonia italiana una spina nel fianco che avrebbe potuto creare problemi per le rotte di rifornimento nel Mar Rosso e da cui sarebbe potuto partire un attacco che attraverso il Sudan avrebbe minacciato l'Egitto e il canale di Suez, su cui gravava contemporaneamente la minaccia delle forze italo-tedesche in Libia. Così, dopo un'iniziale fase difensiva, Londra rinforzò le proprie forze nel Corno d'Africa con l'afflusso di truppe indiane e delle altre colonie africane, tutte modernamente armate e completamente motorizzate. Potenziate, le forze britanniche passarono all'offensiva nel febbraio del 1941, sferrando un doppio attacco alle colonie italiane di Eritrea e Somalia, dove con relativa facilità conquistarono entrambi i territori per poi convergere verso le zone centrali dell'Etiopia. Dopo aver preso la Somalia, le forze britanniche del fronte sud entrarono ad Addis Abeba il 6 aprile 1941 e successivamente si concentrarono assieme a quelle del fronte nord nell'eliminare gli ultimi centri di resistenza in cui le forze italiane superstiti si erano rifugiate. Nelle settimane successive vennero quindi espugnati gli ultimi presidi italiani sull'Amba Alagi, nel Galla e Sidama e a Gondar; il 5 maggio 1941, cinque anni dopo l'entrata di Pietro Badoglio nella capitale etiope, il negus Hailé Selassié tornò ad Addis Abeba, ristabilendo simbolicamente il suo trono di imperatore d'Etiopia e decretando la fine dell'Africa Orientale Italiana.

## Contesto storico
Nonostante la guerra d'Etiopia fosse terminata nel maggio 1936, il paese rimaneva in larga parte ancora da conquistare. Gli italiani controllavano solo le principali città e le maggiori arterie di comunicazione e, in quest'ottica, da Roma il capo del governo fascista Benito Mussolini ordinò che in breve tempo si arrivasse all'«occupazione integrale» del territorio, nonostante le evidenti difficoltà di dover conquistare e controllare un paese vasto oltre tre volte l'Italia, senza contare Eritrea e Somalia. Come da accordi con il duce, il vincitore del conflitto Pietro Badoglio tornò subito in Italia e, in qualità di viceré d'Etiopia e governatore generale dell'Africa Orientale Italiana, rimase il generale Rodolfo Graziani. Graziani si preoccupò quasi unicamente del controllo del territorio, come dettava Mussolini, e fin dall'estate del 1936 la sua politica mirò a battere i dignitari dell'impero di Hailé Selassié ancora presenti in armi in Etiopia. Per far questo cercò di rallentare la smilitarizzazione dell'enorme esercito utilizzato durante la guerra, rinforzò la difesa della capitale Addis Abeba e avviò una politica mirante a perseguitare e reprimere l'etnia Amhara, dominante con il negus. Inoltre tolse potere ai capi tradizionali, sostituendoli con amministratori italiani, e avviò una serie di azioni repressive, soprannominate «operazioni di polizia coloniale», in cui colonne militari italiane e bande di mercenari soprattutto eritrei battevano il territorio alla caccia di formazioni di resistenti etiopi o presunti tali. La quasi nulla comprensione del mondo etiopico da parte di Graziani e in generale dell'amministrazione italiana venne sopperita dalla violenza. Per ottenere i loro scopi le colonne italiane ebbero carta bianca: villaggi incendiati, raccolti distrutti, uso di iprite, fucilazioni sommarie anche contro i civili e internamento in campi di detenzione e lavoro come quello di Danane in Somalia.
Graziani si illuse di aver raggiunto una fase pacifica, ma il 19 febbraio 1937 fu colto di sorpresa quando due eritrei attentarono alla sua vita nel centro di Addis Abeba. La reazione dei vertici italiani fu molto violenta e per tre giorni bande composte da fascisti e militari imperversarono per la città, uccidendo circa 3 000 civili etiopi. L'attentato scatenò una seconda ondata repressiva con centinaia di fucilazioni nell'immensa periferia dell'Impero, che raggiunsero il loro apice con il massacro di Debra Libanòs, dove Graziani ordinò l'uccisione di migliaia di religiosi, credendo in questo modo di piegare definitivamente la chiesa copta e la classe dirigente etiopica. In seguito si ebbe un periodo relativamente tranquillo, ma l'Etiopia era ben lungi dall'essere pacificata e una nuova resistenza stava nascendo, formata da bande più snelle e mobili, guidate da capi temprati da mesi di guerra e a loro agio nell'aspro territorio. In primavera esplose una nuova ribellione dei gruppi guerriglieri arbegnuoc che, guidati da capi abili ed energici come Abebe Aregai, Hailù Chebbedè, Haile Mariam Mammo e Mangascià Giamberiè, misero in grande difficoltà i presidi italiani.
A novembre Graziani seppe che sarebbe stato sostituito dal duca Amedeo di Savoia-Aosta, il quale inaugurò una nuova fase di «politica indigena», sia per temperamento sia per insufficienza di fondi e di effettivi militari necessari a grandi operazioni di polizia coloniale. Alle fucilazioni sommarie si sostituirono i processi, il campo di Danane fu lentamente svuotato e buona parte dei notabili deportati in Italia furono fatti tornare, nella speranza che essi potessero mediare con i ribelli. Si cercò di dare competenze ai capi locali, valorizzando quelli disponibili a sottomettersi all'amministrazione italiana; tuttavia, la legislazione razziale, che dava totale discrezionalità e potere ai colonizzatori sui «neri», impedì una reale pacificazione e consentì che fossero condotte altre azioni contro la resistenza. Ugo Cavallero, nominato il 12 gennaio 1938 comandante delle truppe in Etiopia, forte di 90 000 soldati italiani e 125 000 indigeni, riprese le operazioni di repressione, che seppur infruttuose non cessarono di terrorizzare la popolazione etiope fino all'aprile 1939, quando venne rimpatriato. Cavallero venne sostituito da Claudio Trezzani, ma solo l'anno dopo; nel frattempo il comando superiore delle truppe fu affidato al capo di stato maggiore Luigi De Biase, una figura però poco autorevole agli occhi dei vari governatori, che agirono quindi per proprio conto, rendendo la repressione ancor meno efficace e più dispersiva.

### Verso la guerra mondiale

#### La situazione britannica
La guerra interna con cui Amedeo di Savoia dovette convivere non era l'unica che minacciava i possedimenti d'oltremare italiani. Le aspirazioni italiane avevano fatto sì che i governi di Francia e Regno Unito si attivassero per prepararsi a contrastare le forze italiane nel Corno d'Africa. Dal 1938 i partigiani etiopi iniziarono a ricevere aiuto esterno in armi, denaro, istruttori e consiglieri grazie all'azione dei servizi segreti britannico e francese. I primi a "scendere in campo" furono i francesi, che dall'occupazione italiana dell'Etiopia si sentivano in pericolo nella loro piccola colonia della Costa dei Somali (Côte française des Somalis). Il governo di Parigi approvò verso la fine del 1937 un progetto di «guerra sovversiva», con lo scopo di portare la rivolta nell'Africa Orientale Italiana (A.O.I.), ma la frontiera con la Costa dei Somali era scrupolosamente sorvegliata dagli italiani; così i francesi nel giugno 1939 si incontrarono ad Aden con i britannici, ponendo le basi per un piano d'azione comune in caso di conflitto con l'Italia. Questo piano prevedeva l'isolamento dell'A.O.I. con il blocco totale delle comunicazioni marittime, il rafforzamento delle difese nella Costa dei Somali, la creazione di un comando unico e il sostegno a una rivolta generale in Etiopia.
Nell'aprile 1939, con la guerra in Europa ormai alle porte, anche i britannici si prepararono ad affrontare gli italiani in Etiopia. Alla vigilia dell'incontro di Aden, sir William Platt prese in considerazione il progetto di alimentare la resistenza etiope e chiese a Londra aiuti in denaro, cinquemila fucili e due milioni di cartucce. Il generale Archibald Wavell, nominato in luglio comandante in capo delle forze terrestri in Medio Oriente (Middle East Command), incaricò il brigadiere Daniel Arthur Sandford di elaborare un piano di aiuti ai patrioti etiopi e prendere contatti con i capi partigiani abissini. Nei primi mesi del 1940 venne quindi creato a Khartum l'Ethiopian Intelligence Bureau sotto la guida del maggiore Robert Ernest Cheesman, assieme a Sandford uno dei maggiori conoscitori della realtà etiope.
A differenza dell'Italia, il Regno Unito era in grado di spostare, rifornire e ammassare truppe e materiale bellico nel Corno d'Africa inviandoli dall'India e dal Sudafrica, grazie alla rete di porti e infrastrutture che collegava l'impero e che era ben organizzata nell'oceano Indiano. Dopo il voto favorevole del parlamento sudafricano a un eventuale ingresso in guerra a fianco dei britannici, Wavell trasferì la 5ª Divisione indiana in Sudan e la 1ª Divisione sudafricana in Kenya, unità che dopo l'entrata nel conflitto sarebbero state affiancate da altre divisioni provenienti dai dominion e dai paesi del Commonwealth. Un altro fattore tattico a favore dei britannici era che le unità militari nazionali e quelle coloniali erano standardizzate e avevano lo stesso livello di addestramento e armamento. Nelle colonie non vi erano divisioni corazzate, ma la fanteria sudanese della Sudan Defence Force e quella africana dei King's African Rifles (KAR) e della Royal West African Frontier Force avevano pochissime differenze, se non nei copricapi tradizionali, mentre le divisioni indiane e sudafricane erano unità su tre brigate completamente motorizzate e appoggiate da almeno tre battaglioni di artiglieria, uno di mitraglieri, uno di antiaerea, uno controcarro più genio e servizi, per un totale di 14 000 uomini, ben più performanti delle smilze divisioni italiane di 7 000 uomini su due brigate. Per quanto riguarda l'armamento, le unità britanniche erano equipaggiate con il cannone/obice da 25 libbre (87,6 mm), un pezzo versatile e potente, standard dell'artiglieria campale britannica ma impiegabile anche nell'uso anticarro. L'arma anticarro standard era invece il cannone da 2 libbre (40 mm), che veniva spesso montato su autocarri per migliorarne la manovrabilità, creando una specie di autocannone che i britannici chiamavano Portee. La motorizzazione delle truppe britanniche e parallelamente l'irrisoria quantità di carri armati e blindati in seno all'esercito italiano costituirono un grande vantaggio per le truppe di Wavell: grazie ai Bren Carrier, queste potevano arrivare direttamente sul campo di battaglia e non essere costrette a lunghe marce a piedi o a scendere dai camion a diversi chilometri dai luoghi degli scontri, come accadeva ai soldati italiani.

#### La situazione italiana

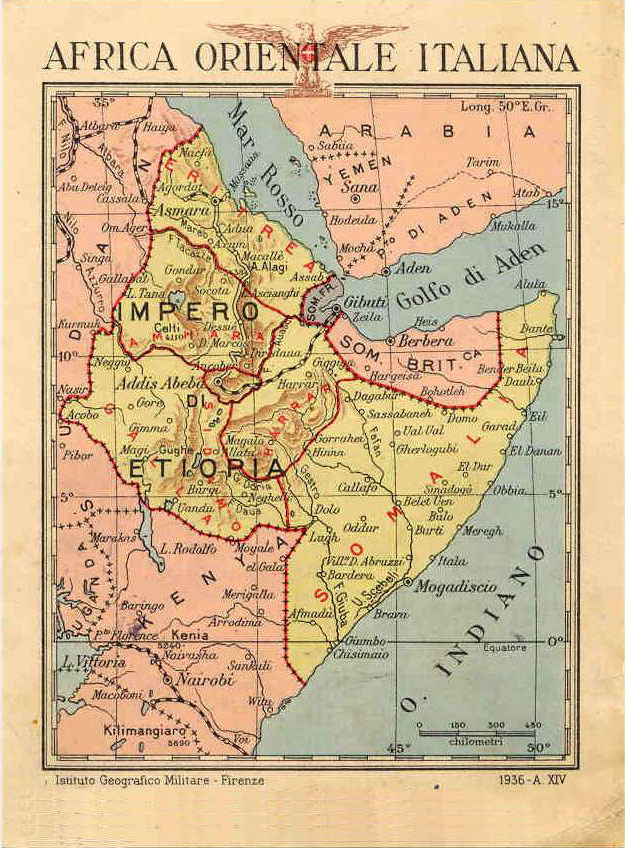
L'Africa Orientale Italiana in una illustrazione dell'Istituto Geografico Militare di Firenze del 1936

Con l'avvicinarsi dell'ingresso in guerra dell'Italia, divenne sempre più evidente che l'oltremare italiano sarebbe stato lasciato sguarnito. Già dopo l'attentato a Graziani, Mussolini scrisse che la colonia avrebbe potuto contare al massimo su 100 000 uomini, di cui solo metà "bianchi"; per il resto avrebbe dovuto essere mobilitata un'inverosimile «Armata nera» di 300 000 indigeni, da prepararsi per quel 1940-1941 verso cui Mussolini prevedeva uno scontro generale in Europa. In sintesi, la politica varata dal duce a pochi mesi dalla conquista era «L'impero farà da solo»; poiché, però, l'A.O.I. poteva essere rifornita solo attraverso il canale di Suez e attorno aveva possedimenti britannici, quel "far da soli" significava l'abbandono. Fin dal giugno 1939 Amedeo di Savoia aveva esposto a Mussolini un piano di risorse necessarie per la difesa e l'autosufficienza dell'impero, quantificandole in 4,8 miliardi di lire. Mussolini concesse appena 900 milioni, che in pratica non poterono essere utilizzati, in quanto approvati solo 58 giorni prima dello scoppio delle ostilità, mentre di «Armata nera» era impossibile parlare, data la violenza che aveva caratterizzato l'occupazione italiana. Amedeo era fra coloro che prospettavano, in caso di conflitto, una ripresa in grande stile della resistenza etiope e una saldatura con le forze militari britanniche dell'area. In pratica l'impero avrebbe dovuto combattere con quel poco che già aveva.
Con la fine delle operazioni militari nel maggio 1936, l'esercito nazionale si disinteressò dell'A.O.I., che dal punto di vista economico ingoiava enormi cifre di spesa pubblica a detrimento delle forze in patria. Il Regio Esercito si preoccupò soprattutto di recuperare gli ufficiali necessari per le esigenze metropolitane; l'esercito in Etiopia quindi si dovette accontentare di ufficiali meno competenti e con addestramento superficiale, di «seconda scelta», come scrisse a tal proposito lo storico Giorgio Rochat. La situazione era migliore per quanto riguarda i quadri superiori, anche se la direzione delle operazioni nel periodo delle «operazioni di polizia coloniale» rimase in mano ai vecchi «coloniali» di Libia (il già citato Graziani, Pietro Maletti, Ruggero Tracchia, Sebastiano Gallina), più esperti nella repressione che nella gestione di territori e popolazioni. Un generale come Guglielmo Nasi, capace di mediare e contrario agli eccessi di forza, fu un'eccezione. L'impero pagava la sua improvvisazione e l'assenza di una tradizione coloniale, evidenziata dalle assurde direttive di Mussolini e Lessona contro ogni tipo di collaborazione con i capi etiopi, frutto di una mancanza di conoscenza delle tradizioni del paese che l'Italia aveva colonizzato e di un reale interesse per la colonia. Svaniti gli entusiasmi iniziali, l'impero si rivelò un gravame economico per l'Italia, costretta a continui invii di materiali di ogni sorta, soprattutto per contrastare la sempre presente resistenza della popolazione.
Sulla carta l'esercito in Etiopia nel giugno 1940 era molto consistente dal punto di vista numerico: circa 90 000 nazionali e 200 000 àscari, questi ultimi utilizzati soprattutto nella repressione e contro-guerriglia, non pratici ad affrontare una guerra contro avversari addestrati, motivati e dotati di attrezzature moderne come lo erano i soldati del Commonwealth in Africa. Le unità dell'esercito erano soprattutto composte da uomini con compiti di presidio, e le formazioni create in vista del conflitto erano composte da richiamati tra gli italiani dell'impero, uomini non più giovani, male addestrati e male armati.
Anche l'armamento era insufficiente: il parco artiglierie disponeva di 866 pezzi risalenti al primo conflitto mondiale, dai calibri più disparati, con munizionamento insufficiente e anch'esso risalente alla guerra precedente. Le deficienze maggiori riguardavano la motorizzazione: a circa 50 000 quadrupedi si affiancava una disponibilità di appena 6 200 automezzi, molti dei quali senza possibilità di essere riparati e con scarse scorte di carburante e pneumatici. L'aeronautica disponeva di 178 bombardieri (119 Ca.133, 43 S.81 e 16 S.79), 11 vecchi Ro.37 da ricognizione, 23 caccia Cr.32 e 32 Cr.42, un parco velivoli idoneo solo ad azioni di contro-guerriglia, in ogni caso destinati a rimanere a terra col prosieguo del tempo per mancanza di pezzi di ricambio. L'arrivo di ventiquattro carri M11/39, di una ventina di S.79 e di una cinquantina di Cr.42 poco prima della guerra non riuscì a influire sulla situazione. La Regia Marina, con la Flotta del Mar Rosso, schierava in A.O.I. appena sette cacciatorpediniere, due torpediniere, otto sommergibili, quattro/cinque MAS (motoscafo armato silurante) della grande guerra e del variegato e improvvisato naviglio minore, comunque vetusto. Una forza non in grado di difendere i 3 900 chilometri di costa e soprattutto inutile a livello di coordinazione interforze.
Ancora nell'aprile 1940, mentre trapelavano tra i comandi italiani i preparativi britannici in Etiopia, in una delle tante riunioni tra vertici politici e militari in vista della guerra emerse chiarissima l'impreparazione delle forze armate sia in patria sia nelle colonie e la dicotomia tra le aspirazioni del regime e la disastrosa situazione nelle colonie stesse. Da una parte c'era Italo Balbo, governatore della Libia, che vagheggiava di un attacco all'Egitto a cui dovevano prendere parte le truppe in A.O.I. con una vigorosa spinta attraverso il Sudan, dall'altra il duca d'Aosta, il quale affermava che in caso di guerra sarebbe stato impossibile effettuare offensive ed estremamente problematico mantenere le posizioni attuali in Etiopia, dato che ormai gli anglo-francesi erano preparati a reggere l'urto di un attacco e pronti ad aiutare i ribelli e le popolazioni. Anche Badoglio fece sue le preoccupazioni del viceré, aggiungendo che «[…] le forze disponibili sono appena sufficienti a tenere a posto l'Impero». Graziani, che dopo due anni ancora non aveva digerito la sua sostituzione, rincarò la dose, affermando che «la situazione in A.O.I. è molto grave. L'Amhara è in rivolta. Il Goggiam fuori controllo. Mangascià comanda. […] In caso di guerra non c'è da farsi illusioni: la rivolta divamperà nello Scioa e nell'Amhara». Chi invece non si allineò ai piani difensivi di Roma fu il generale De Biase, il quale biasimò il viceré in quanto «scelse la via che gli indicò Badoglio, o forse si rassegnò a seguirla. Comunque sia, dimostrò una mancanza di carattere che deve essergli rimproverata» e successivamente chiese e ottenne di essere esonerato dall'incarico di capo di stato maggiore. Al suo posto Badoglio scelse Claudio Trezzani, noto insegnante di tattica alla Scuola di Guerra, ma del tutto estraneo alla guerra coloniale. Per di più entrò in carica appena venticinque giorni prima dello scoppio del conflitto, senza aver potuto farsi un'idea delle forze italiane in Etiopia e senza aver potuto ispezionare le frontiere dell'impero.
Con l'avvicinarsi del conflitto, nulla di concreto venne fatto e ogni tentativo di comprensione delle mosse strategiche nemiche e delle proprie necessità belliche venne messo da parte in favore dell'improvvisazione. L'Africa Orientale fu lasciata al suo destino e le disposizioni strategiche provenienti da Roma furono vaghe e generiche: «[…] contegno difensivo, controffensivo solo se attaccati, è fondamentale innanzitutto evitare sollevamenti della popolazione. Per il resto si mettano in opera sistemazioni campali sulle più probabili direttrici d'avanzata nemica e si provveda ad allestire nuclei mobili di forza commisurata alle prevedibili necessità operative». Direttive sibilline, mentre poco o nulla veniva inviato alle forze già presenti in A.O.I. Anzi, a peggiorare la situazione fu l'abolizione dei sei governatorati civili in Etiopia il 1º giugno 1940 e la creazione di tre scacchieri (nord, sud, est) e del "Settore Giuba", tutte unità amministrative enormi, difficili da controllare e impossibili da organizzare in così breve tempo. Lo "Scacchiere nord", sulla frontiera con il Sudan, comprendeva i territori dell'Eritrea e dell'Amhara e fu messo sotto l'autorità del generale Luigi Frusci; lo "Scacchiere sud", che fronteggiava il Sudan meridionale e il Kenya settentrionale, fu affidato a Pietro Gazzera e comprendeva l'ormai ex governatorato di Galla e Sidama più alcune zone della Somalia. Al generale Guglielmo Nasi venne affidato lo "Scacchiere est" comprendente l'Harar e lo Scioa, più la Dancalia, l'Ogaden, il Nogal e la Migiurtinia. Il "Settore Giuba", infine, venne posto agli ordini di Gustavo Pesenti, con base a Mogadiscio.

## Le operazioni militari
(Generale Guglielmo Nasi in colloquio col colonnello Riccardi dopo che questi gli recapitò la notizia da Roma dell'imminente inizio delle ostilità, 5 giugno 1940)

### I primi scontri

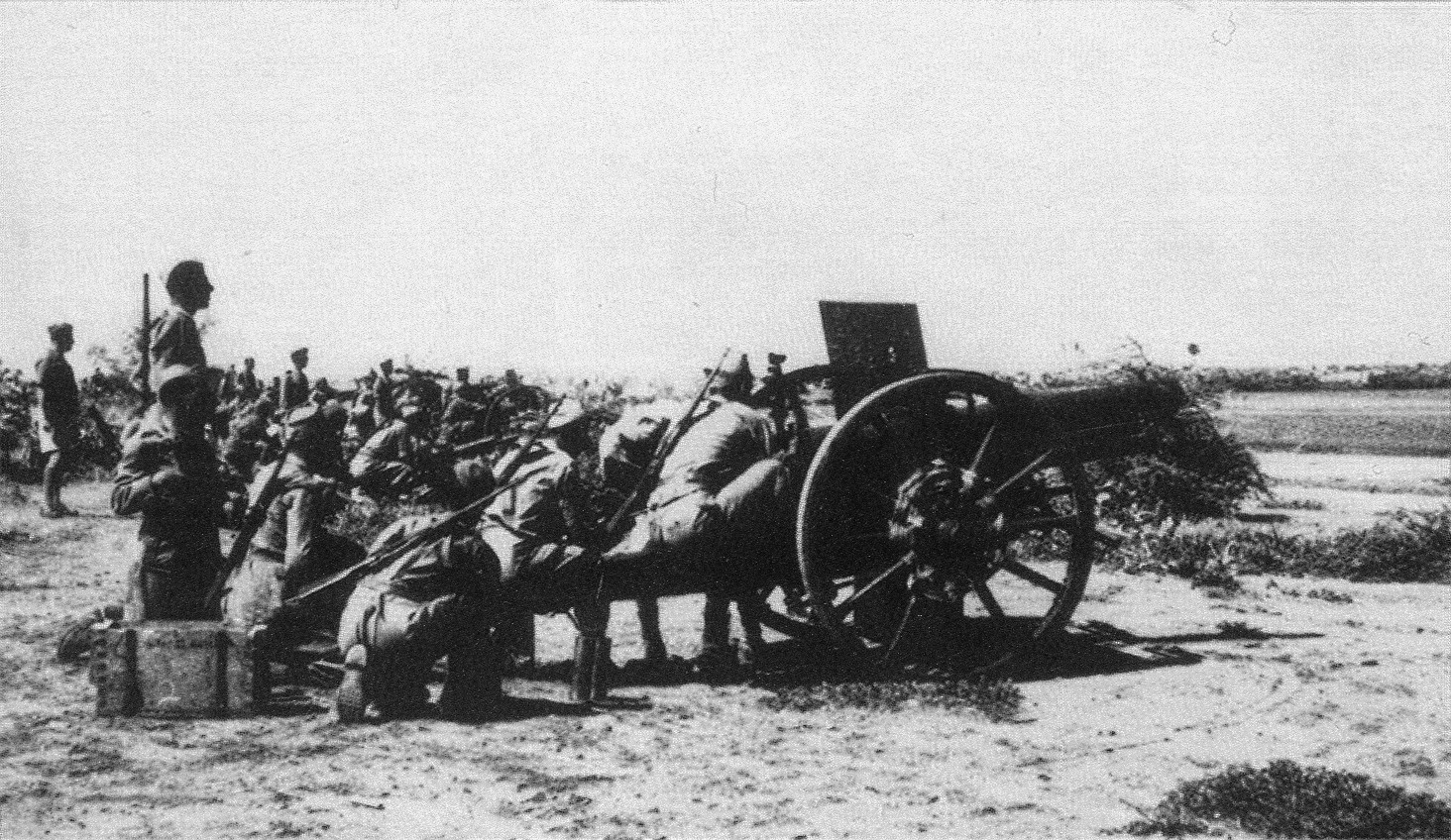
Artiglieria italiana a Cassala nel 1940

Il 10 giugno 1940 Mussolini, dal balcone di palazzo Venezia, annunciò al mondo l'ingresso dell'Italia in guerra accanto alla Germania nazista. Il duce era convinto che il conflitto sarebbe durato pochi mesi, così come credeva anche il ministro dell'Africa Orientale Italiana Attilio Teruzzi, il quale, come ricordò Pesenti, espresse con convinzione che: «Tutto sarà finito in due o tre mesi […] e tutto sarà finito con la nostra folgorante vittoria e l'occupazione delle colonie vicine». Il giorno successivo iniziarono le incursioni aeree britanniche sugli aeroporti di Asmara, Agordat e Gura, azioni praticamente irrilevanti, ma che presero completamente di sorpresa gli italiani che non riuscirono nemmeno a reagire. Il 13 giugno vennero avvistate truppe britanniche nei dintorni di Moyale, tra Kenya e Somalia, ma la reazione italiana le fece desistere; stessa cosa accadde il 14 e il 30 giugno a Metemma, sul confine sudanese. La Regia Aeronautica nel frattempo si alzò in volo solo verso la fine della prima settimana di ostilità per colpire Aden, Wajir, Berbera e Porto Sudan, ma senza produrre danni rilevanti.
La Regia Marina nei primi giorni impegnò tutti i propri sommergibili disponibili a Massaua per cercare di intercettare i rifornimenti britannici, ma con risultati molto sotto le aspettative. Tre sommergibili furono costretti a rientrare dopo pochi giorni per noie meccaniche, mentre il Macallè si incagliò per un guasto e venne auto-affondato il 15 giugno. Quattro giorni dopo, il Galilei venne catturato dalla cannoniera britannica Moonstone; il 23 giugno il Torricelli si auto-affondò dopo un serrato combattimento con due cannoniere e tre cacciatorpediniere britannici, per il quale il capitano di corvetta Salvatore Pelosi ricevette una medaglia d'oro al valor militare; il giorno dopo anche il Galvani venne perso in combattimento. In meno di quindici giorni la forza marittima più importante per l'Italia nel settore era praticamente fuori combattimento, mentre l'unico affondamento effettuato fu la nave-cisterna norvegese James Stove diretta ad Aden; i britannici persero anche il cacciatorpediniere HMS Khartoum, caduto vittima di un incendio poco dopo il combattimento con il Torricelli.
L'armistizio con la Francia, firmato il 24 giugno, facilitò temporaneamente la situazione degli italiani nel Corno d'Africa: la guarnigione di 10 000 soldati francesi di stanza a Gibuti, che avrebbero potuto coprire il fianco destro delle forze britanniche nel Somaliland, non fu più un problema. Così, per la prima metà di luglio, l'alto comando italiano decise di intraprendere alcune limitate azioni offensive, con l'obiettivo di migliorare la situazione difensiva in alcuni settori di confine. Il 4 luglio venne occupata Gallabat, al confine con il Sudan, il 10 venne conquistata Moyale, in Kenya, e nei giorni successivi venne eliminato il saliente britannico di Mandera, realizzando un accorciamento del fronte keniota di circa 300 chilometri. Il 12 luglio gli italiani occuparono Kurmuk e due giorni dopo Ghezan (Geissan), due località a sud di Gallabat. Quasi ovunque i britannici si ritirarono ordinatamente senza combattere; l'unica operazione con combattimenti di rilievo avvenne il 4 luglio durante l'attacco a Cassala, circa 30 chilometri dietro la frontiera col Sudan, difesa da circa 320 uomini della Sudan Defence Force che vennero attaccati da tre colonne italiane forti di circa 11 000 uomini al comando del generale di brigata Vincenzo Tessitore. L'operazione voluta da Frusci ebbe carattere più politico che strategico, intrapresa più per dare morale alle truppe e uno smacco ai britannici che per reali necessità belliche. La presa di Cassala mise in allarme Wavell, che diede ordine di far sbarcare immediatamente a Porto Sudan la 5ª Divisione di fanteria indiana. I britannici avevano in quel momento pochissime truppe a difendere il Sudan e i comandi dubitavano di poter fermare un'ipotetica offensiva italiana verso Khartoum e Porto Sudan, ma paradossalmente furono gli italiani a fermarsi per timore. Quando una compagnia del 2nd West Yorkshire Regiment arrivò a Cassala per dare manforte ai sudanesi, i servizi d'informazione italiani ipotizzarono la presenza nella zona di circa 10 000 uomini, scoraggiando qualunque ulteriore velleità offensiva, che comunque non era stata nemmeno preventivata.
La smilitarizzazione di Gibuti e la rottura dell'alleanza franco-britannica nel golfo di Aden resero per gli italiani più facile un'eventuale occupazione del Somaliland. L'operazione avrebbe ridotto il confine da controllare, da 1500 km terrestri a 720 chilometri di costa, e avrebbe eliminato il pericolo di un'offensiva nemica su Harar. Il viceré però considerava un'eventuale occupazione della regione solo di valore morale, poiché materialmente «la conquista di Berbera e di Zeila non ci è indispensabile» e in ogni caso avrebbe provocato «un'usura notevole delle nostre forze». Sollecitato da Mussolini, che ormai prevedeva una prossima sconfitta britannica in Europa, Badoglio telegrafò al duca d'Aosta: «Sù [sic] da bravi! Bisogna portare al tavolo della pace anche un pegno coloniale».

### L'invasione italiana del Somaliland

Mappa con le direttive principali dell'avanzata italiana nella Somalia Britannica (Somaliland)

Alla fine di luglio i britannici rinforzarono la guarnigione della loro colonia in Somalia con l'arrivo del 1º battaglione Northern Rhodesia Regiment, del 2º Battaglione KAR, della 1ª East African Light Battery, degli indiani del 1/2º e 3/15º Punjab Regiment e infine con gli scozzesi del 2nd Black Watch. Un totale di 11 000 uomini, ben addestrati ma con poche munizioni, pezzi d'artiglieria, depositi e camion. L'urgenza fece sì che venissero sbarcate più truppe possibili pensando solo in un secondo momento alle scorte, ma in ogni caso il numero di uomini e gli sbarramenti difensivi costruiti sui maggiori valichi stradali a difesa di Berbera avrebbero reso difficile l'attacco agli italiani.
Il piano operativo italiano prevedeva l'attacco di tre colonne per un totale di 4 800 nazionali e ben 30 000 coloniali: la colonna centrale, la più numerosa, del generale Carlo De Simone aveva come primo obiettivo Hargheisa e come obiettivo finale Berbera; quella di sinistra, agli ordini di Sisto Bertoldi avrebbe dovuto avanzare verso Zeila, mentre quella di destra di Arturo Bertello avrebbe dovuto occupare Oadweina e proteggere il fianco destro della colonna centrale. Inoltre, una volta raggiunta Zeila, la colonna di sinistra si sarebbe sdoppiata per consentire al generale della milizia Passeroni di puntare su Berbera e rendere la presa della città propagandisticamente "fascista". La prima parte della battaglia non ebbe eventi significativi, e tra il 3 e il 6 agosto le truppe italiane poterono avanzare senza difficoltà se non quelle logistiche: Bertoldi entrò a Zeila, De Simone a Hargheisa e Bertello a Oadweina. Il 10 agosto però De Simone rimase sorpreso quando entrò in contatto con il sistema fortificato britannico, accorgendosi di quanto questo fosse solido, profondo e rimasto nascosto dalle ricognizioni aeree. Al di là del torrente Tug Argan, sulle cinque colline rocciose che precedevano Berbera, i britannici avevano costruito una serie di fortini in cemento armato con armi automatiche e artiglierie, creando un sistema difensivo profondo venti chilometri e difeso da 5 000 uomini.
Per i cinque giorni successivi il generale Nasi lanciò quattro brigate all'attacco delle fortificazioni britanniche oltre il Tug Argan, subendo alte perdite e facendo pochi progressi, mentre il generale Alfred Reade Godwin-Austen riuscì a organizzare nel migliore dei modi la difesa, coadiuvato anche dalla Red Sea Force della Royal Navy e dai velivoli della Royal Air Force che impedirono alla colonna di Passeroni di avanzare e aggirare le posizioni britanniche. Nonostante la caparbia resistenza, il generale Godwin-Austen era cosciente che la mancanza di munizioni non gli avrebbe consentito di prolungare la lotta, così il 14 agosto cercò di mettersi in contatto con Wavell al Cairo per avere il permesso di ritirarsi ed evacuare la colonia. Wavell in quel momento era a Londra, così il suo vice Henry Maitland Wilson acconsentì; al calar del 15 agosto le truppe britanniche avrebbero iniziato a ripiegare verso le strutture portuali di Berbera per essere evacuate verso Aden. Alle 19:00 circa del 15 agosto gli italiani avevano ormai espugnato tutte le posizioni fortificate nemiche, la battaglia di Tug Argan poté dirsi conclusa, con 456 morti, 1530 feriti e 72 dispersi tra le file degli italo-eritrei e 38 morti, 102 feriti e 130 dispersi tra le file britanniche. Il 19 agosto partì da Berbera l'ultima nave britannica: la Royal Navy mise in salvo circa 7 000 uomini, anche grazie al mancato intervento dell'aviazione italiana e al mancato inseguimento delle truppe di Nasi, le quali erano esauste dopo cinque giorni di intensi combattimenti e forti perdite. Quello stesso giorno le truppe italiane entrarono in una Berbera deserta, mettendo le mani su appena un centinaio di mitragliatrici, 5 000 vecchi fucili, 128 automezzi, un milione di cartucce e 75 tonnellate di derrate alimentari.
Mussolini alla Camera commentò così la fine delle operazioni: «La disfatta degli inglesi nella Somalia Britannica è stata totale: come a Dunkerque così a Berbera, gli inglesi sono fuggiti e si sono vendicati rimproverandoci di aver commesso, battendoli, un irreparabile errore strategico». In realtà la prova bellica offerta dalle truppe coloniali italiane fu negativa: incapaci di azioni manovrate, le truppe italiane subirono forti perdite in attacchi frontali e in alcuni casi diedero i primi segni di sbandamento. Come osservò Nasi: «Il nostro strumento militare era strumento di guerriglia più che di guerra, non preparato quindi, nemmeno per temperamento, ad affrontare il problema tattico complesso che si trovò di fronte. Come anche le perdite subite stanno a dimostrare, la lotta è stata dura, anzi durissima, sì da far dubitare di poterla spuntare, senza un rinforzo di truppe fresche».
Sotto il profilo strategico l'occupazione della Somalia Britannica non portò alcun vantaggio agli italiani, anzi, sempre secondo Nasi l'azione costò: «troppo sangue, troppe munizioni, troppo materiale» e fondamentalmente si trattò solo di un colpo all'orgoglio britannico, che allo stesso tempo rappresentò il massimo sforzo offensivo possibile dalle truppe in A.O.I. Il ciclo operazionale offensivo degli italiani si poteva ormai considerare già concluso, mentre le forze britanniche si stavano preparando alla controffensiva decisiva.

### I britannici prendono l'iniziativa
Alla fine di agosto, con la battaglia d'Inghilterra che non dava i risultati sperati e la fine di ogni speranza di una guerra breve in Europa, ogni altra ipotesi strategica per gli italiani in A.O.I. fu definitivamente preclusa. Inoltre, con la contemporanea stasi di Graziani al confine dell'Egitto, l'idea di una manovra a tenaglia con un attacco dal Sudan da parte delle truppe in A.O.I. tramontò definitivamente. Al duca d'Aosta fu comunicato che la guerra sarebbe ora proseguita probabilmente oltre l'autunno e che quindi era necessario subordinare i piani alle risorse, che nel suo caso erano esigue. Nel frattempo Londra potenziò le sue forze presenti nel Corno d'Africa: a inizio settembre sbarcarono a Porto Sudan i primi reparti della 5ª Divisione indiana che andarono a presidiare Khartoum, Porto Sudan e il territorio nelle retrovie di Cassala. Venne inoltre creata un'unità motorizzata, la Gazelle Force al comando del colonnello Frank Messervy, creata per condurre raid in territorio etiope, mentre in Kenya arrivarono i primi reparti della 1ª Divisione sudafricana e le neocostituite 11ª e 12ª Divisione africana (African Division).

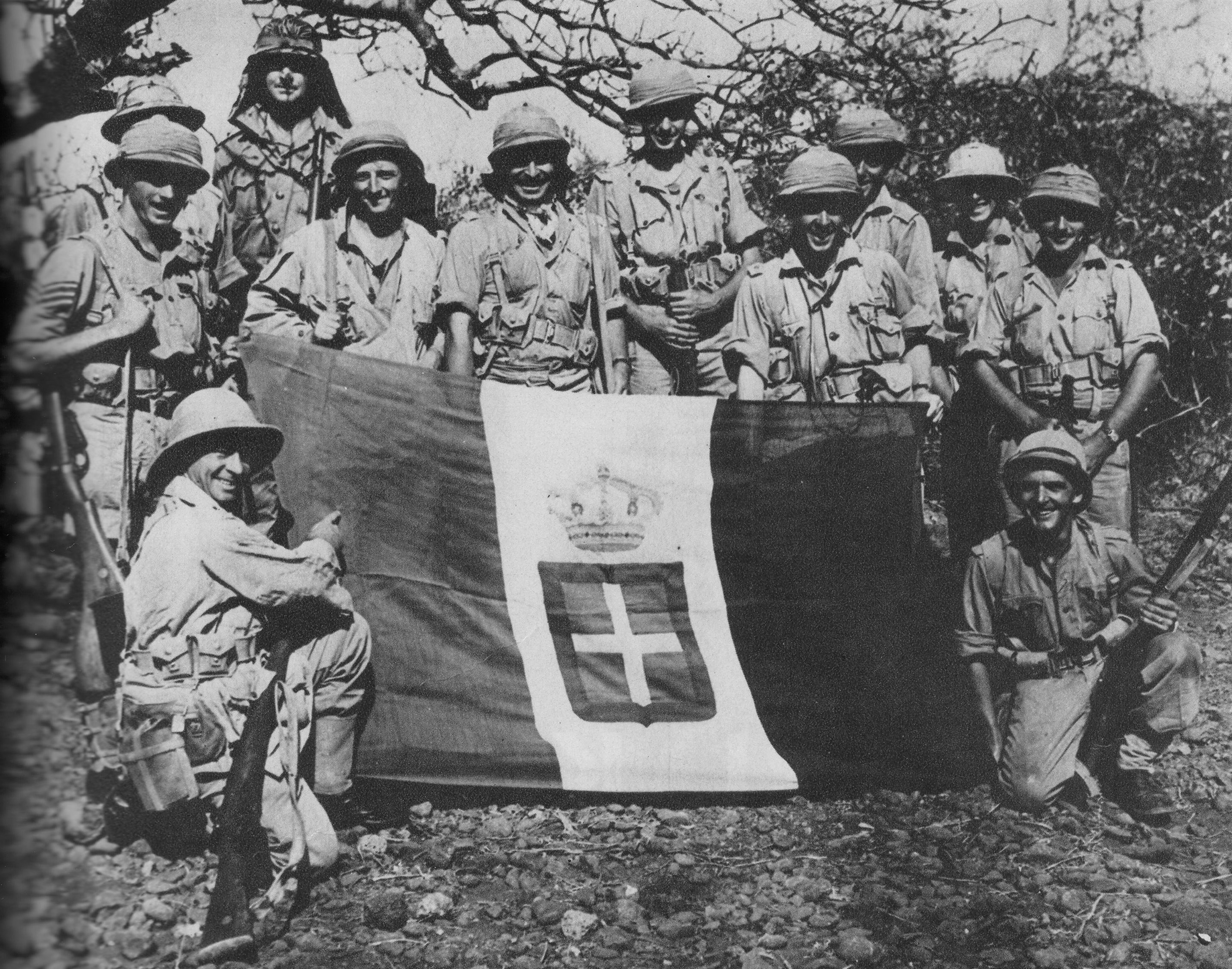
Soldati sudafricani festeggiano la vittoria con una bandiera catturata agli italiani a Moyale, in Kenya

Il 20 ottobre i sommergibili Marconi e Ferraris con i cacciatorpediniere Francesco Nullo, Pantera e Leone uscirono per intercettare il grosso convoglio britannico BN7. L'attacco andò a vuoto e il Nullo fu costretto ad andare in secca per evitare le bordate dell'incrociatore leggero HMNZS Leander e del caccia HMS Kimberley, venendo distrutto il giorno dopo da tre bombardieri Bristol Blenheim. Fu l'ultima azione di rilievo della flottiglia del Mar Rosso italiana. Dieci giorni dopo Badoglio comunicò al Duca d'Aosta che era iniziato l'attacco alla Grecia e gli fece un riassunto della situazione bellica; confermato che l'Italia si stava addentrando in una guerra lunga, il compito del viceré sarebbe stato "durare" fino alla vittoria tedesca in Europa.
Per tutto il mese di ottobre le pattuglie britanniche attaccarono le difese italiane per testarne la resistenza, soprattutto nel settore di Cassala dove a inizio novembre si videro scontri prolungati per il possesso dell'altura di Sciusceib, occupata dagli italiani. Dopo ripetuti attacchi delle truppe indiane, l'11 novembre i britannici rinunciarono all'obbiettivo, lasciando sul campo 153 tra morti e feriti e 78 prigionieri in mano agli ascari. In contemporanea gli anglo-indiani attaccarono il forte di Gallabat per aprirsi la strada verso le posizioni di Metemma. Alle prime luci del 6 novembre l'intera 10ª Brigata indiana, sotto la copertura dei blindati del 4th Royal Tank Regiment, di sei bombardieri Wellesley e nove caccia Gladiator, partì all'attacco. A subire l'urto nemico furono due compagnie della divisione "Granatieri di Savoia", alcuni piccoli reparti di carabinieri e Guardia di Finanza e la IV brigata coloniale. Subito dopo un breve ma intenso bombardamento aereo, le artiglierie britanniche aprirono il fuoco su Gallabat ed entrarono in azione sei carri Cruiser Mk II e sei Vickers Mk VI seguiti dalla fanteria. Il forte venne espugnato dagli indiani, ma dopo un contrattacco aereo italiano fu evacuato e divenne "terra di nessuno" fino al 9 novembre, quando due compagnie del battaglione Baluch con un attacco a sorpresa lo occuparono, venendo poi scacciati nuovamente dal contrattacco di una colonna composta da camicie nere e battaglioni coloniali. L'obiettivo principale dei britannici, Metemma, località da cui partivano diverse piste carovaniere indispensabili per rifornire gli arbegnuoc, non venne raggiunto, ma gli scontri servirono a prendere le misure sugli italiani e prepararsi all'offensiva successiva che si stava programmando per il febbraio 1941.
Anche sul fronte sud, quello keniota-somalo, il comandante Alan Cunningham decise di mettere pressione sulle difese italiane per ottenere vantaggi territoriali in vista della grande offensiva. Il primo obiettivo divenne la località di El Uach, dove vi erano diversi pozzi d'acqua e la guarnigione italiana composta da dubat e ascari, con un paio di batterie da 70/15, sembrava particolarmente debole perché priva di difese statiche. Il 15 dicembre i britannici sotto il comando di Godwin-Austen attaccarono con la 24ª Brigata della Costa d'Oro (Dickforce) e la 1ª Brigata sudafricana di Daniel Pienaar (Pinforce), entrambe completamente motorizzate, assieme a due compagnie del KAR, autoblindo e carri leggeri. Un complesso di forze molto mobile, equilibrato e con ottima capacità di fuoco. Per prendere El Uach bastò lo shock provocato dal fuoco delle artiglierie: la prova degli italiani fu imbarazzante, con gli ufficiali che abbandonarono le posizioni lasciando ogni incombenza alle truppe coloniali, le quali abbandonarono rapidamente le posizioni per non farsi prendere prigioniere. Tutto si svolse come durante un'esercitazione con solo due vittime tra gli attaccanti, che il 17 dicembre tornarono comodamente agli acquartieramenti di Wajir in attesa del resto della divisione sudafricana. La disfatta di El Uach fu un esempio lampante delle enormi criticità di buona parte delle truppe in A.O.I., soprattutto di quelle lasciate a guardia di guarnigioni lontane, prive di intelligence, forze esplorative e di ricognizione, incapacità di creare difese fisse e totale mancanza di comando e controllo.
Appena ricevette la notizia della débâcle a El Uach, il viceré si recò a Mogadiscio per chiarire la situazione con il comandante dello "scacchiere Giuba" Pesenti il quale, anziché difendersi e trovare giustificazioni, fece presente che l'impero era ormai spacciato e ogni resistenza sarebbe stata inutile, proponendo al duca di chiedere semplicemente l'armistizio. Il Duca d'Aosta sollevò Pesenti dall'incarico il 27 dicembre, sostituendolo con il generale De Simone.

### La ripresa della guerriglia etiope

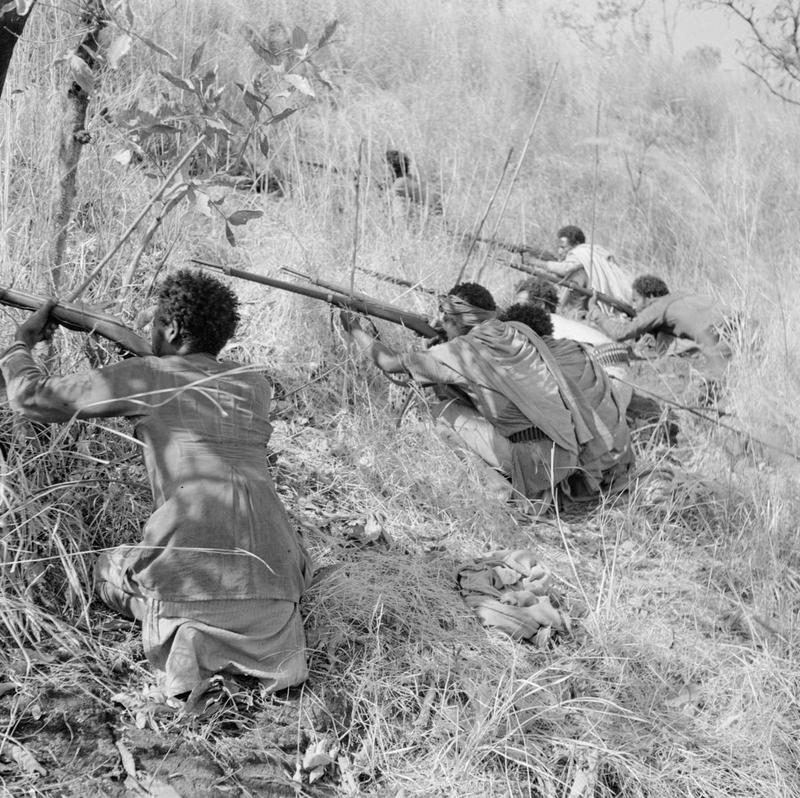
Patrioti etiopi all'attacco del presidio italiano di Debra Marcos

Con l'ingresso in guerra dell'Italia il Foreign Office di Londra autorizzò Hailé Selassié, dal 1937 in esilio a Bath, a raggiungere il teatro di operazioni in Africa Orientale. Con il nome in codice di mister Strong, l'imperatore d'Etiopia partì la sera del 24 giugno verso l'Egitto, prima tappa del lungo viaggio che lo avrebbe riportato in patria. Giunto a Khartoum il 2 luglio, Hailé Selassié assieme al brigadiere Sandford mise in moto l'operazione conosciuta come "Mission 101": ufficiali britannici e fuoriusciti etiopi fedeli all'imperatore iniziarono una serie di incursioni in territorio nemico, con l'intento di rifornire i guerriglieri etiopi ancora in armi e allo stesso tempo dare avvio a un'opera di propaganda per far sapere alla popolazione che il negus e il Regno Unito avrebbero appoggiato la resistenza e la guerra per la liberazione dell'Etiopia.
Il 28 ottobre, su iniziativa di Selassié, venne convocata a Khartoum una riunione con il segretario di Stato per la guerra Anthony Eden, il generale Archibald Wavell, il maresciallo Jan Smuts, il generale Douglas Dickinson giunto dal Kenya e il generale Alan Cunningham, che di lì a poco comanderà tutte le forze schierate nell'Africa Orientale. Durante i tre giorni della conferenza venne respinta la richiesta del negus di iniziare negoziati di pace con l'Italia, ma fu raggiunto il significativo principio, accettato da tutti, che la rivolta etiope sarebbe stata considerata «una guerra di liberazione». Anche nel concreto gli aiuti non si fecero aspettare: vennero importati grossi quantitativi di fucili e mitragliatrici da consegnare ai patrioti etiopi, per i quali vennero aperti anche centri di addestramento, e lo stesso Eden assicurò Selassié che la Mission 101 sarebbe stata notevolmente rafforzata, annunciandogli che due ufficiali, i maggiori Tuckey e Orde Charles Wingate, avrebbero assicurato i contatti tra lui e la missione.
Dopo essersi recato a Sacalà nel Goggiam, al quartier generale di Sandford poco lontano dalle sorgenti del Nilo Azzurro, Wingate mise appunto con lo stesso Sandford un nuovo piano più articolato di supporto alla rivolta, che prevedeva un potenziamento della Mission 101, la creazione di nuovi centri operativi e il sollecito rientro del negus in Etiopia. Dopo due giorni con Sandford, Wingate rientrò al Cairo, dove partecipò alla conferenza militare presieduta da Wavell ed espose il suo punto di vista sulla rivolta etiope, precisando che occorreva alimentarla per renderla vincente. Wingate lasciò il Cairo con a sua disposizione 1 milione di sterline, la facoltà di acquistare 25 000 cammelli, armi moderne e ufficiali per comporre una piccola armata che avrebbe riportato Hailé Selassié in patria. Wingate chiamò tale unità "Gideon Force".
Nel frattempo il negus iniziò a infittire la sua corrispondenza con i capi etiopi, fedeli e no. Ciò che lo preoccupava in quel momento fu la mossa del generale Nasi di riportare a Debra Marcos ras Hailù Tecla Haimanot con la promessa di elevarlo alla dignità di negus, manovra che avrebbe potuto capovolgere la situazione nel Goggiam poiché quattro dei principali capi della regione erano imparentati con Hailù. Selassié aumentò il numero di appelli, sempre più pressanti e ultimativi, rivolgendosi al degiac Mammo, figlio di Hailù e capo di una banda di irregolari al soldo dell'Italia, nel tentativo di convincerlo a combattere per l'indipendenza dell'Etiopia. Medesimi tentativi fece Sandford, rivolgendosi a Hailù e altri esponenti dell'aristocrazia etiope che si erano avvicinati all'Italia apertamente o con atteggiamenti ambigui, mettendoli di fronte alla scelta se servire l'invasore o difendere l'indipendenza del paese.

### L'offensiva britannica

#### Gli italiani alla vigilia dell'attacco

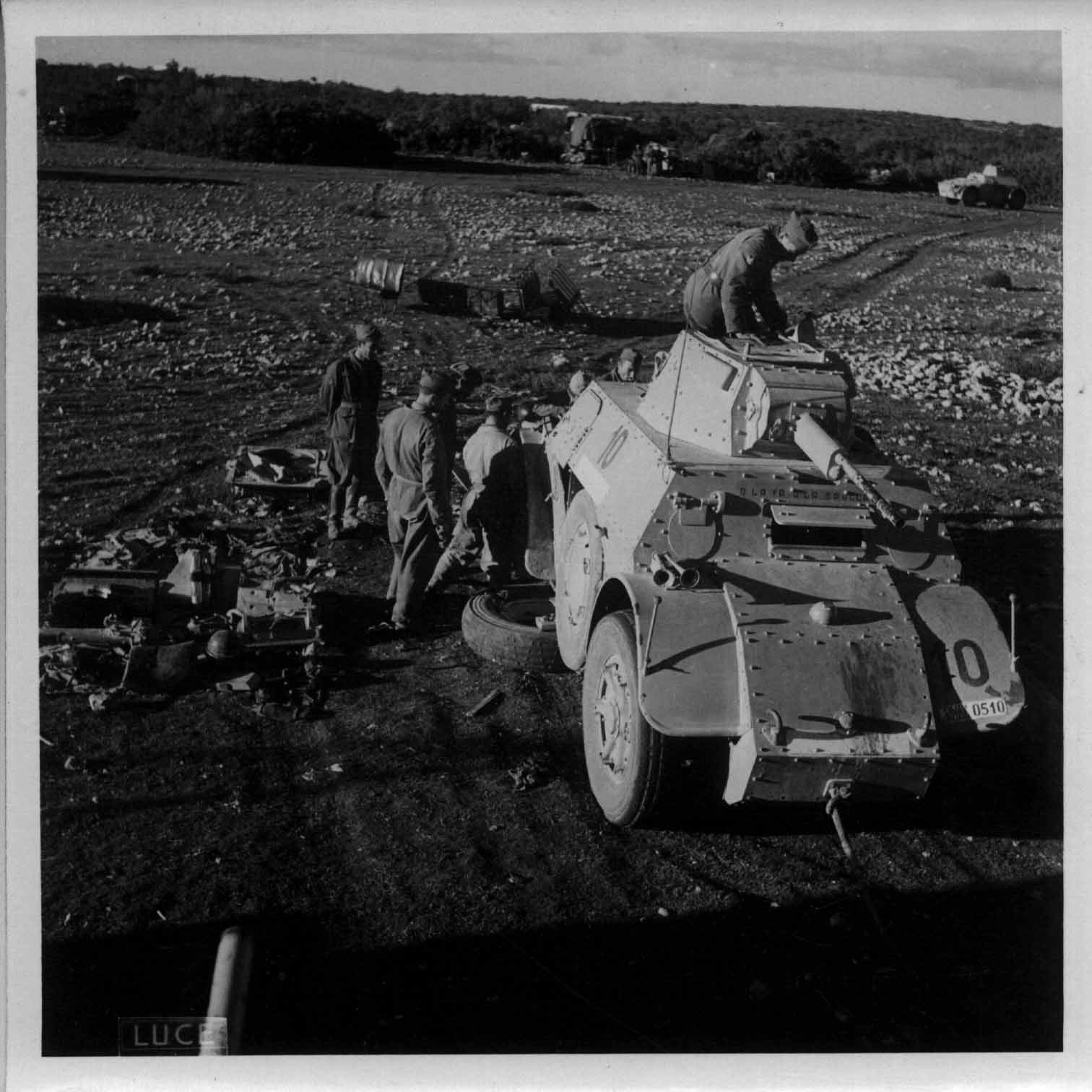
Meccanici italiani alle prese con la riparazione di un autoblindo Fiat-Ansaldo in Africa Orientale nel gennaio del 1941

Gli ultimi mesi del 1940 furono militarmente disastrosi per l'Italia. Nel corso dell'operazione Compass la Western Desert Force distrusse la 10ª Armata italiana in Nordafrica prendendo il controllo dell'intera Cirenaica; in Grecia l'offensiva voluta da Mussolini venne respinta e il contrattacco ellenico giunse fin dentro l'Albania; la Regia Marina si stava leccando le ferite dopo le sconfitte di Capo Spada, di Capo Passero ma soprattutto dopo la tremenda "Notte di Taranto". L'insieme di questi tonfi portò alla sostituzione di Badoglio con Ugo Cavallero il quale, preso dai disastri sui fronti europei, tralasciò l'A.O.I. suggerendo al viceré di mantenere un contegno difensivo e l'arretramento delle truppe dai confini verso posizioni più facilmente difendibili.
Il collasso delle forze di Graziani in Libia permise a Wavell di trasferire anche la 4ª Divisione indiana di Noel Beresford-Pierse in Sudan. Con nuove forze a disposizione e informato dai resoconti dei servizi segreti britannici che descrivevano gli italiani demoralizzati e a corto di rifornimenti, Wavell decise di anticipare e ingrandire l'offensiva inizialmente prevista per la prima settimana di febbraio, ipotizzando una manovra convergente verso il centro dell'altipiano etiopico, con basi di partenza in Sudan (generale Platt) e in Kenya (generale Cunningham).
Al contempo i comandi italiani, sottoposti a una continua rarefazione dei mezzi a disposizione, erano sempre più preoccupati su come evitare la disfatta. Il comando delle forze armate in A.O.I., in vista dell'ormai imminente offensiva britannica, diramò le seguenti disposizioni: «Il rapporto numerico assoluto […] dà a noi una certa superiorità numerica, ma bisogna tenere conto che una certa aliquota delle nostre forze è impegnata a tenere a freno la rivolta interna; il nemico avendo l'iniziativa può fare massa dove vuole; il nemico ci soverchia per carri armati, autoblindo, artiglieria automontata, per autocarri, per armi antiaeree e per aviazione, cioè proprio là dove noi siamo più deboli […] La prima battaglia deve avvenire sui confini, ma deve essere manovrata, non statica. In caso di sconfitta si deve evitare il crollo, ma ritirarsi in buon ordine su posizioni precostituite». I comandi erano a conoscenza della scarsa combattività delle truppe coloniali e della mancanza di bocche da fuoco, armi controcarro e aviazione, e non tutti concordavano con le disposizioni del Duca d'Aosta e di Trezzani. Frusci, il comandante dello "scacchiere Nord" ad esempio, riteneva che combattere una battaglia manovrata sul bassopiano etiopico contro forze motorizzate fosse un grave errore, e chiese di poter spostare le sue truppe direttamente sulle posizioni dei "vecchi forti", Cub Cub, Cheren, Agordat e Barentù. Temendo che questo provocasse cedimenti del morale, il viceré decise di consultarsi prima con Roma, perdendo ulteriormente tempo, e dando solo un via libera parziale alle richieste di Frusci concedendo un accorciamento del fronte: il 17 gennaio vennero abbandonate Cassala e Gallabat, e le truppe si riposizionarono sulla linea Cherù-Algheden-Aicotà, quando tuttavia le truppe di Platt erano ormai già in marcia. Nel settore meridionale, era chiaro a tutti che sarebbe stato semplicemente impossibile tenere l'Oltregiuba e Chisimaio, per cui si decise semplicemente di non fare nulla, anche se in segreto il Regio Esercito optò per spostare le forze dietro il fiume Giuba lasciando alla Regia Marina e ad alcuni coloniali l'incombenza di difendere il porto di Chisimaio, l'unico in grado di far attraccare rifornimenti.

#### Fronte settentrionale

Il fronte eritreo e le direttrici dell'avanzata britannica

Già dal 15 gennaio le avanguardie della Gazelle Force notarono file di camion italiani in uscita da Cassala, e il mattino del 17 il colonnello Messervy comunicò al generale Platt che gli italiani avevano ormai quasi completamente abbandonato la città. La notizia sorprese i britannici, i quali misero subito in moto la 4ª e 5ª Divisione indiana per inseguire la ritirata. Secondo le disposizioni di Platt la 4ª Divisione ebbe l'ordine di avanzare lungo la strada Sabderat-Cherù-Biscia-Agordat, mentre la 5ª lungo l'asse viario Tessenei-Aicotà-Barentù. I timori dei comandi italiani si concretizzarono già il 18 gennaio, quando le veloci pattuglie della Gazelle Force attaccarono le retroguardie italiane in località Uaccai; la disparità di velocità tra truppe appiedate e truppe motorizzate fu subito molto evidente, e le colonne italiane vennero costantemente attaccate durante la ritirata.
Il giorno seguente gli anglo-indiani della 4ª Divisione misero in atto un assalto ancora più ampio contro le forze italiane in ritirata. Ormai a corto di mezzi, per evitare una grave disfatta il generale Frusci diede il disperato ordine al Gruppo bande a cavallo dell'Amhara, del tenente Amedeo Guillet, di caricare il nemico per dare tempo alle fanterie di sganciarsi e ritirarsi. La prima carica scompaginò un reggimento di artiglieria, che dovette ricorrere alle mitragliatrici per avere ragione della cavalleria italiana; la seconda carica fu indirizzata contro un gruppo di autoblindo e la terza drammatica carica, diretta dal vicecomandante Renato Togni si infranse contro tre carri armati Mk II Matilda, che ebbero facilmente ragione della cavalleria uccidendo tutti e trenta gli attaccanti compreso Togni. Le cariche di Guillet e Togni, costose in termini di uomini (oltre 500 tra morti, feriti e dispersi) e tatticamente anacronistiche, permisero però di fermare momentaneamente l'attacco, dando modo a Frusci di sganciare gran parte delle fanterie da Cherù per raggiungere Agordat.
Il 21 reparti della 5ª Divisione indiana raggiunsero Aicotà appena evacuata dagli italiani; il settore era ritenuto ormai indifendibile, così Frusci sacrificò la XLI Brigata coloniale del generale Fongoli che venne posizionata per resistere ai britannici, mentre il resto della fanteria poté raggiungere Barentù. Tra il 29 gennaio e il 2 febbraio si ritirò anche il presidio di Gallabat, che raggiunse la solida linea Ammanit-Blagir-Celgà senza che i britannici, presi di sorpresa, se ne accorgessero. In generale la ritirata italiana, a parte le perdite della XLI Brigata coloniale e del Gruppo bande a cavallo Amhara, fu eseguita in modo ordinato e poté dirsi riuscita nonostante la grossa disparità di velocità tra i due eserciti. Il 26 gennaio il grosso delle truppe di Frusci era ormai schierato sulla linea Agordat-Barentù, ma quello stesso giorno si verificò un fatto piuttosto importante per il prosieguo della guerra in A.O.I.: con tre diversi attacchi aerei compiuti dagli Hurricane e dai Blenheim del 3rd Squadron della SAAF contro gli aeroporti di Asmara e Gura, i britannici distrussero circa 50 aerei italiani tra quelli a terra e quelli alzatisi in volo per combattere, ottenendo di fatto il completo dominio dei cieli per il resto della campagna. Concluse, con alterne fortune, le operazioni di ripiegamento sui fronti dell'Eritrea e dell'Amhara con il totale abbandono dell'altopiano occidentale e dell'Uoclait, alla fine di gennaio venne a mancare per gli italiani l'interdipendenza fra le due regioni e divenne impossibile per lo "scacchiere Nord" esercitare il comando anche sulle truppe dell'Amhara. A questo proposito venne deciso dal comando superiore di limitare lo "scacchiere Nord" alla sola Eritrea esclusa la Dancalia, mentre venne costituito lo "scacchiere Ovest" affidato a Nasi, comprendente i "caldi" territori della Scioa, dell'Amhara e dell'Uoclait, territori che si infiammarono ulteriormente dopo l'ingresso nel Goggiam di Hailé Selassié nella terza settimana di gennaio.

##### La battaglia di Agordat
(Affermazione di Winston Churchill durante un suo discorso alla Camera dei Comuni nel febbraio 1941 per riferire sugli sviluppi dell'offensiva britannica in Africa orientale)

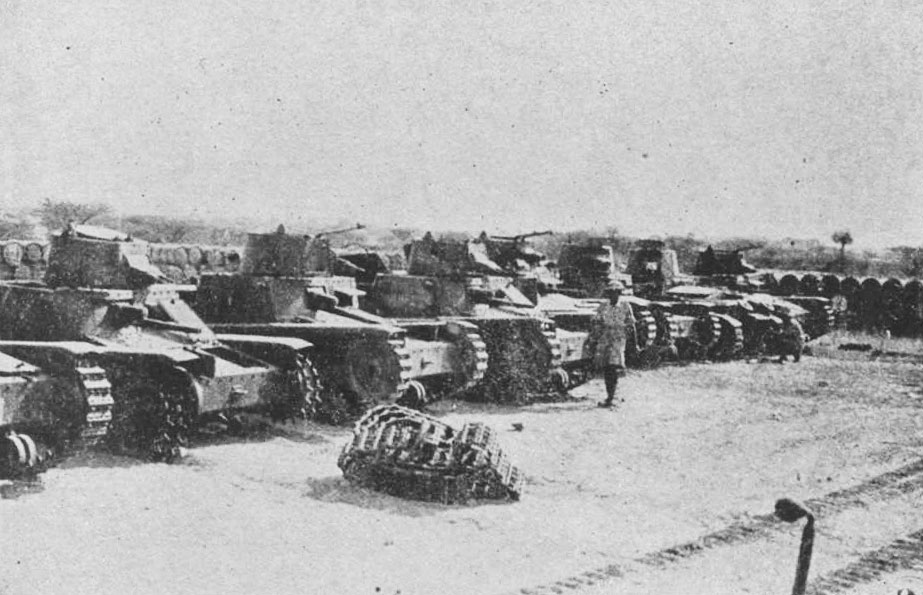
Carri armati M11 catturati dalle forze britanniche ad Agordat

Il caposaldo di Agordat aveva uno sviluppo di 22 chilometri che si diramavano sulle posizioni dei monti Taninai, Caianaic, Itaberrè, Laquatat e Cochen, presidiate da circa dieci battaglioni indigeni, uno di camicie nere, i resti della banda di Guillet e alcuni marinai tedeschi sbarcati dalle navi bloccate nel porto di Massaua. In tutto 6-7 000 uomini provati da dieci giorni di combattimenti, con 24 carri leggeri e 76 cannoni di piccolo calibro, sotto il comando del colonnello Orlando Lorenzini. Fin dal 26 gennaio il generale Beresford-Pierse sottopose il caposaldo a un inteso martellamento di artiglieria soprattutto delle posizioni a sud della città, tra il Laquatat e Cochen, dove aveva deciso di provare il primo attacco. Il 29 gennaio gli indiani della 4ª Divisione sferrarono il loro attacco espugnando il caposaldo di Cochen, e successivamente Beresford-Pierse scatenò un attacco generale contro il Laquatat in modo da forzare le difese a protezione della piana di Agordat. A quel punto, nel tentativo di scaricare tutta la responsabilità su Frusci, il duca d'Aosta alle 23:53 gli comunicò che: «Data la situazione quale si va delineando, vi lascio giudice di ripiegare se, quando, e come meglio ritenete». Ma a quel punto la ritirata era già in atto e inarrestabile. Difatti nel pomeriggio il comandante britannico aveva lanciato all'attacco i carri Matilda appena arrivati dall'Egitto, che con la loro blindatura di 78 mm erano tecnicamente impenetrabili da parte dei colpi degli L3 e degli M11 italiani, ma anche dalle granate degli antiquati pezzi da 77/28. Superato lo sbarramento i Matilda dilagarono nella piana di Agordat, la fanteria britannica occupò l'aeroporto e raggiunse la strada Agordat-Cheren, costringendo gli italiani a ripiegare nuovamente in modo disordinato lasciando sul campo molto materiale pesante.
La caduta di Agordat determinò anche il crollo del caposaldo di Barentù, dove le truppe coloniali del generale Bergonzi, dopo aver tenuto per sei giorni le posizioni nonostante i ripetuti attacchi, furono costrette a ritirarsi all'imbrunire del 1º febbraio. Inizialmente in buon ordine, a pochi chilometri da Arresa, dove la strada finiva, i reparti coloniali italiani furono costretti ad abbandonare molto materiale tra camion, cannoni e carri armati. La battaglia di Agordat, che secondo lo storico Angelo Del Boca si sarebbe dovuta evitare, soprattutto nella forma disorganica che assunse sotto la costante pressione avversaria, ebbe un prezzo altissimo per le già logore truppe italiane. Tra caduti e prigionieri le forze di Frusci persero 179 ufficiali, 130 sottufficiali, 1230 soldati nazionali e 14686 coloniali, assieme alla perdita di 96 cannoni, 231 mitragliatrici, 329 fucili mitragliatori, 4331 quadrupedi, 387 automezzi e 36 fra carri medi e leggeri. Un vero e proprio salasso di uomini e mezzi che avrebbe fatto comodo sulla successiva posizione difensiva di Cheren.
Con la conquista del bassopiano occidentale eritreo i britannici non persero tempo e già all'alba del 1º febbraio si lanciarono all'inseguimento degli italiani, con in testa le autoblindo della Gazzelle Force seguite dall'11ª Brigata indiana del brigadiere Savory. Giunti al fiume Barca dovettero però fermarsi, perché l'unico ponte era stato fatto saltare e il letto del fiume era disseminato di mine. Questo rallentamento fu determinante perché, quando nel primo pomeriggio del 2 febbraio le truppe di Messervy e Savory si rimisero in marcia, gli uomini di Lorenzini erano ormai in salvo al di là della barriera di montagne che dominavano la strada di accesso a Cheren, anch'essa sbarrata da grosse demolizioni. Dopo una corsa di quindici giorni lunga 320 chilometri, le truppe di Platt dovettero fermarsi e prepararsi a combattere per la conquista di un forte caposaldo che avrebbe impegnato le truppe britanniche per 56 giorni.

##### La difesa di Cheren

Il caposaldo di Cheren con le vette principali e la gola di Dongolaas

Cheren, a metà strada tra Agordat e Asmara, era raggiungibile solo attraverso la gola di Dongolaas, da cui passava la carrabile e la ferrovia. La gola era protetta da alti e aspri rilievi montuosi dell'altezza media di 1700 metri sopra il livello del mare. A presidiare la gola fin dal 24 gennaio 1941 vi erano l'11º Reggimento granatieri di Savoia al comando del colonnello Carlo Corso, l'11ª Brigata indigena, due squadroni di cavalleria e due gruppi di artiglieria, per un totale di circa 6000 uomini, meno di un terzo dei quali nazionali. Questi allestirono capisaldi difensivi, trincee e blocchi stradali, coadiuvati nei giorni successivi dai reparti dell'XI Brigata coloniale e dai giorni 1, 2, 3 febbraio anche dai resti delle brigate coloniali II e XLII che giungevano alla spicciolata a Cheren dopo il duro ripiegamento da Agordat.
I britannici, se volevano proseguire l'invasione dell'Eritrea, non avrebbero potuto fare a meno di affrontare gli italiani a Cheren, ma questa volta non tentarono una manovra di accerchiamento come nella piana antistante Agordat, perché le alture, che erano troppo aspre per permettere un dispiegamento di mezzi motorizzati, risultavano facilmente difendibili per gli italiani. Così, gli uomini di Beresford-Pierse tentarono di penetrare attraverso la gola, conquistando nel frattempo le vette. I primi soldati ad attaccare furono reparti della Gazelle Force nelle prime ore del 2 febbraio, ma furono subito fermati dalle interruzioni stradali. Il giorno seguente le postazioni italiane vennero prese di mira dal fuoco d'artiglieria dell'11ª Brigata indiana, appena sopraggiunta, ma anche in questo caso le autoblindo dell'unità dovettero desistere. Attorno alle 16:00 tuttavia partì l'attacco a Quota 1616 del battaglione scozzese dei Queen's Own Cameron Highlanders, che soverchiarono in numero i difensori della 6ª Compagnia granatieri, mentre gli indiani presero l'altura di monte Sanchil. Per il generale Nicolangelo Carnimeo l'obbiettivo dei britannici era evidente: «[…] avvolgere il Sanchil da nord-ovest e da sud-ovest per impossessarsi dell'importante pilastro e procedere poi al riattamento dell'interruzione stradale, […] sboccare con i mezzi corazzati nella piana di Cheren, e attaccare il rovescio delle posizioni della difesa». Per scongiurare tale ipotesi Carnimeo fece poi affluire sulle alture quattro compagnie di àscari e due compagnie dei Bersaglieri d'Africa, che si contesero le montagne con gli scozzesi e i tre battaglioni indiani in un susseguirsi di attacchi e contrattacchi che alla fine videro gli italiani riprendere il controllo di monte Sanchil ma non di Quota 1616, che rimase fino alla fine in mano britannica.
Nei giorni successivi continuarono i combattimenti per il controllo di altre vette di particolare rilevanza, come Roccione Forcuto (per i britannici Brigadier's Peak), Quota 1616 e i costoni di Zelalè e di Falestoh, ma i britannici in questa fase stavano finendo la spinta offensiva mentre gli italiani in posizioni dominanti riuscivano, seppur a caro prezzo, a resistere. Il 10 febbraio Platt tentò un ultimo assalto, decidendo di attaccare Roccione Forcuto e monte Sanchil, assieme alle posizioni di colle Acqua, Zelalè e Falastoh. Dopo un violento cannoneggiamento, gli àscari del XCVII Battaglione coloniale si sbandarono e lasciarono la posizione del Roccione Forcuto, ma su monte Sanchil gli attaccanti trovarono i Bersaglieri d'Africa che li respinsero e si lanciarono quindi alla riconquista del Roccione. Gli stanchi bersaglieri vennero però costretti poco dopo ad abbandonare il monte in mano agli indiani del 3/1 Punjab, così Carnimeo radunò le sue poche forze e con il supporto del Battaglione alpini "Uork Amba", appena giunto a Cheren, riconquistò ancora una volta il Roccione Forcuto. Queste posizioni, nei giorni seguenti, furono teatro di svariati e infruttuosi attacchi britannici, che andarono via via scemando di intensità fino a quando il 15 febbraio Platt decise di ritirare le truppe dalla linea del fronte – con l'eccezione della 5ª Brigata che controllava Quota 1616 – per riorganizzarle, rifornirle e rinforzarle in vista di un nuovo decisivo attacco. Nel frattempo dall'Eritrea scese una nuova unità britannica, la Briggs Force, formata dalla 7ª Brigata indiana e dalla Brigade d'Orient della Francia libera; l'unità ebbe il suo battesimo del fuoco il 14 febbraio contro le retroguardie coloniali di Cub Cub, e il 21 attaccò il presidio di Cam Ceu superandolo e portandosi il giorno 24 in vista della cinta muraria di Cheren.
In questa prima fase i britannici compirono parecchi errori e sprecarono molte vite umane in un'affrettata ricerca del successo, così decisero di attendere almeno quattro settimane per riorganizzarsi in vista di un attacco da eseguire a metà marzo. Nonostante la stasi sul fronte terrestre i britannici continuavano ad avere il totale controllo dei cieli, e ostacolarono gli italiani intenti a consolidare le difese; inoltre, completarono l'opera di distruzione degli aeroporti di Asmara, Gura e Macallè. In questo periodo gli italiani contarono oltre 1500 diserzioni tra gli àscari. I comandi italiani si concentrarono nel consolidamento delle posizioni ma non fecero nulla per migliorare la propria situazione tattica, limitandosi a interpretare la pausa britannica come una rinuncia a ulteriori avanzate, con grande disappunto di Carnimeo che criticò i comandi superiori per la loro incertezza nel prendere decisioni come la situazione imponeva. Il generale Nasi, convinto che la sorte del "suo" Gondar dipendesse soprattutto dagli avvenimenti nello "scacchiere Nord", propose di spostare le sue truppe per dare manforte a Frusci, ma non ottenne risposta dal duca d'Aosta. I rinforzi italiani a Cheren arrivarono, ma in misura del tutto insufficiente per contrastare le sempre più numerose truppe britanniche, e ciò non permise a Carnimeo di tentare la riconquista della fondamentale Quota 1616, lasciando a Platt una fondamentale testa di ponte. Tra il 18 febbraio e il 3 marzo arrivarono a Cheren l'11ª Legione camicie nere, il XLIV Battaglione camicie nere, un battaglione mitraglieri della "Granatieri di Savoia" e la VI e XII Brigata coloniale, cosicché le forze italiane raggiunsero un totale di 13000 uomini e 120 pezzi d'artiglieria, mentre gli attaccanti erano ormai oltre 40000 con 280 cannoni moderni, autoblindo, carri armati e aviazione.
Alle ore 07:00 del 15 marzo iniziò la terza fase della battaglia di Cheren, con il più potente bombardamento d'artiglieria dell'intera campagna. Platt scatenò tutta la fanteria a sua disposizione e, dopo una giornata di aspri combattimenti, il 16 marzo gli indiani conquistarono il fondamentale caposaldo di Dologorodoc e la posizione del Pinnacle che dominava l'interruzione stradale. Con la perdita di Dologorodoc venne compromessa irrimediabilmente la solidità del baluardo di Cheren e Carnimeo, ben consapevole di questo, tra il 16 e il 26 marzo sferrò otto contrattacchi contro le postazioni indiane tra il Dologorodoc e lo Zeban. Durante questi contrattacchi persero la vita diversi validi ufficiali tra cui Lorenzini, la cui morte portò sgomento tra gli àscari e incrinò ulteriormente la loro volontà di resistere. A livello più ampio, la resistenza di Cheren stava però compromettendo la strategia britannica nel teatro del Mediterraneo: Wavell aveva dirottato a sud le due combattive divisioni indiane e si era assunto la grave responsabilità di sguarnire il fronte cirenaico proprio mentre il contingente tedesco arrivava in Libia in aiuto degli italiani. Per Wavell, quindi, era ormai impellente la necessità di chiudere la partita a Cheren e liquidare lo "scacchiere Nord", così approvò il piano di Platt che prevedeva un assalto alla gola del Dongolaas. L'assalto ebbe luogo alle prime luci del 25 marzo: gli indiani travolsero gli italiani e si impossessarono della gola, iniziando la rimozione degli ostacoli sotto la protezione dei carri Matilda. All'alba del 26 Carnimeo lanciò l'ultimo assalto con l'intento di rioccupare il Dologorodoc e la gola, ma gli italiani non avevano più truppe fresche ed erano falcidiati dalle diserzioni, così alla sera dello stesso giorno, mentre al fronte sud Harar stava capitolando, Frusci ordinò il ripiegamento delle truppe superstiti a sud di Ad Teclesan. Cheren cadde il mattino del 27 marzo.

##### La fine dell'Eritrea italiana
Il ripiegamento da Cheren, dapprima ordinato, sotto la pressione dei carri e dell'aviazione britannica, si rivelò ben presto un fuggi fuggi generale, tanto che sulla linea difensiva di Ad Teclesan arrivarono non più di 5/6000 uomini contro i quasi 20000 che iniziarono la ritirata. Platt, compreso che gli italiani non avrebbero ripetuto l'esperienza di Cheren, corse il rischio di privarsi della 4ª Divisione indiana, che venne inviata in Egitto, e attaccò solo con la rimanente 5ª Divisione. La decisione di Platt si rivelò sensata, tanto più che Frusci già il 28 marzo decise di rinunciare alla difesa di Asmara e chiedere ai britannici, in considerazione dei quasi 70000 abitanti metropolitani, di dichiararla "città aperta".
Il 31 gli anglo-indiani ruppero in più punti la linea difensiva di Ad Teclesan e nel pomeriggio partì l'ultimo treno verso Massaua. Frusci prese la via per Adigrat e poi verso l'Amba Alagi, mentre il generale Tessitore organizzò la difesa del porto di Massaua assieme al contrammiraglio Mario Bonetti. Alle 10:30 del 1º aprile nel palazzo del governatore si svolse la cerimonia ufficiale della resa; dopo mezzo secolo di occupazione italiana, la capitale dell'Eritrea passò sotto il controllo britannico. Mentre Bonetti organizzava febbrilmente la difesa di Massaua, il 2 aprile il generale Heath inviò un ultimatum, che venne respinto; gli anglo-indiani iniziarono a saggiare le difese del porto, che si rivelarono subito fragilissime. I cinque superstiti cacciatorpediniere italiani della Flotta del Mar Rosso lasciarono Massaua il 2 aprile per tentare una missione "senza ritorno" contro lo scalo britannico di Port Sudan; attaccate da velivoli britannici prima ancora di arrivare in vista dell'obiettivo, due unità furono colate a picco mentre le restanti tre diressero lungo a costa della penisola arabica e qui si autoaffondarono. Il restante naviglio italiano rimasto a Massaua ricevette l'ordine di autoaffondarsi, ma l'8 aprile, in un'ultima fortunata sortita, il MAS 213 riuscì a colpire fuori dal porto con un siluro l'incrociatore britannico HMS Capetown, danneggiandolo gravemente. Le unità italiane capaci di traversate oceaniche tentarono di sottrarsi alla cattura svicolando attraverso il blocco navale dei britannici; alcune furono intercettate, ma la nave coloniale Eritrea e la bananiera Ramb II riuscirono a raggiungere l'Estremo Oriente e a rifugiarsi in porti giapponesi, mentre la motonave Himalaya raggiunse il Brasile e, in seguito, la Francia occupata dai tedeschi. Massaua fu infine assalita il 7 aprile dai reparti indiani e della Francia libera: la precaria linea difensiva cedette di schianto e, a mezzogiorno dell'8 aprile, la città venne occupata dalle forze del generale Platt.
L'offensiva in Eritrea fruttò a Platt la completa distruzione della divisione "Granatieri di Savoia", di 65 battaglioni coloniali, 8 di camicie nere e la cattura di 40000 soldati, 300 cannoni e ingenti quantitativi di armi, equipaggiamenti e vestiario. L'Italia perse inoltre 80000 tonnellate di naviglio mercantile e, con l'eliminazione della flotta del Mar Rosso, i britannici ottennero anche il grande risultato di poter rafforzare il dispositivo militare in Egitto proprio alla vigilia del duplice attacco italo-tedesco a Creta e nel deserto marmarico.

#### Fronte meridionale

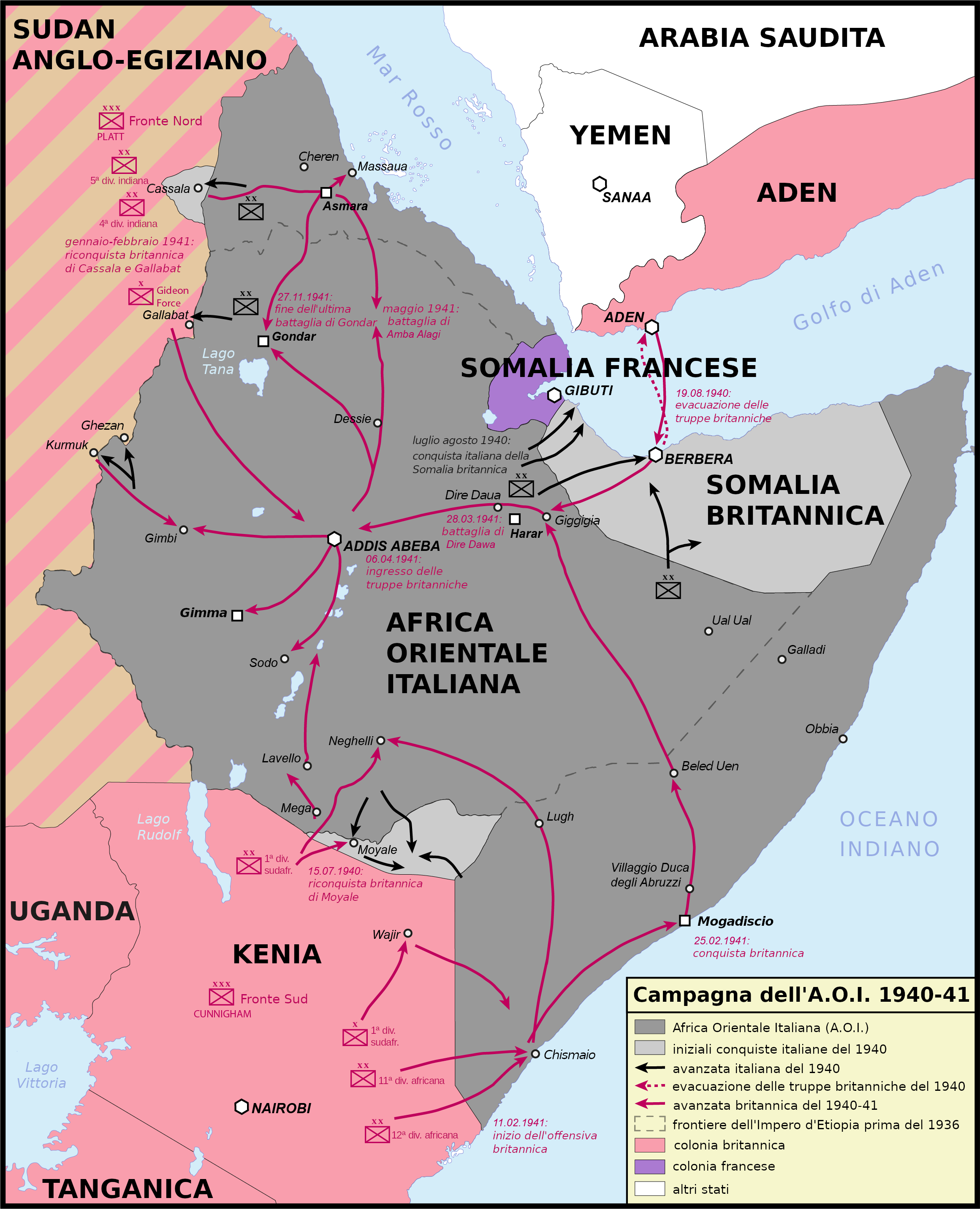
In nero le avanzate italiane iniziali, in rosso le avanzate britanniche durante l'offensiva combinata fino alla resa di Gondar

Il generale Alan Cunningham assunse il comando in Kenya nel novembre 1940 e nei mesi seguenti raggruppò le sue forze dietro il fiume Tana; con l'afflusso di importanti rinforzi e di grandi quantità di mezzi e materiali il comandante britannico poté costituire una forza d'urto dotata di grande mobilità, con cui passare all'offensiva nello scacchiere meridionale. Il corpo di spedizione era formato inizialmente da due divisioni, la 11ª Divisione (Harry Edward de Robillard Wetherall) e la 12ª Divisione africane (Godwin-Austen) con 20000 soldati tra sudafricani, britannici, nigeriani, rhodesiani e ghanesi della Costa d'Oro; queste truppe disponevano di 300 moderni pezzi d'artiglieria e soprattutto di oltre 10000 automezzi che permettevano una completa motorizzazione; erano disponibili inoltre sei squadriglie aeree modernamente equipaggiate dell'aviazione sudafricana.

##### La perdita della Somalia italiana
Il comando italiano del duca d'Aosta, coadiuvato dal generale Trezzani, decise di affrontare la temuta offensiva nemica organizzando un debole schieramento a cordone lungo quasi 600 chilometri del corso del fiume Giuba che, benché in molti tratti in secca e quindi non di ostacolo per moderne truppe motorizzate, era anche l'unico sbarramento possibile fino alla regione di Harar. Il generale De Simone (che aveva sostituito Pesenti dopo i fatti di El Uach) era il responsabile superiore dello "scacchiere Giuba" e disponeva di circa 35000 soldati, di cui 4200 italiani, organizzati nella 101ª Divisione coloniale schierata a nord e nella 102ª Divisione coloniale posizionata a sud; in riserva erano disponibili altri due piccoli reparti indigeni. Si trattava di forze numerose, quasi il doppio delle forze britanniche, ma poco addestrate, scarsamente equipaggiate, con artiglierie antiquate, pochi mezzi e solo una decina di vecchi aerei. Ancora una volta la scelta del duca si rivelò più politica che militare: il viceré era consapevole che non sarebbe stato possibile contenere i britannici, ma preferì comunicare a Roma prima che la difesa era solida e le truppe britanniche non sarebbero riuscite ad arrivare oltre Chisimaio, poi, quando le truppe britanniche erano ormai a Mogadiscio, che ciò era accaduto per la scarsa combattività delle truppe coloniali.

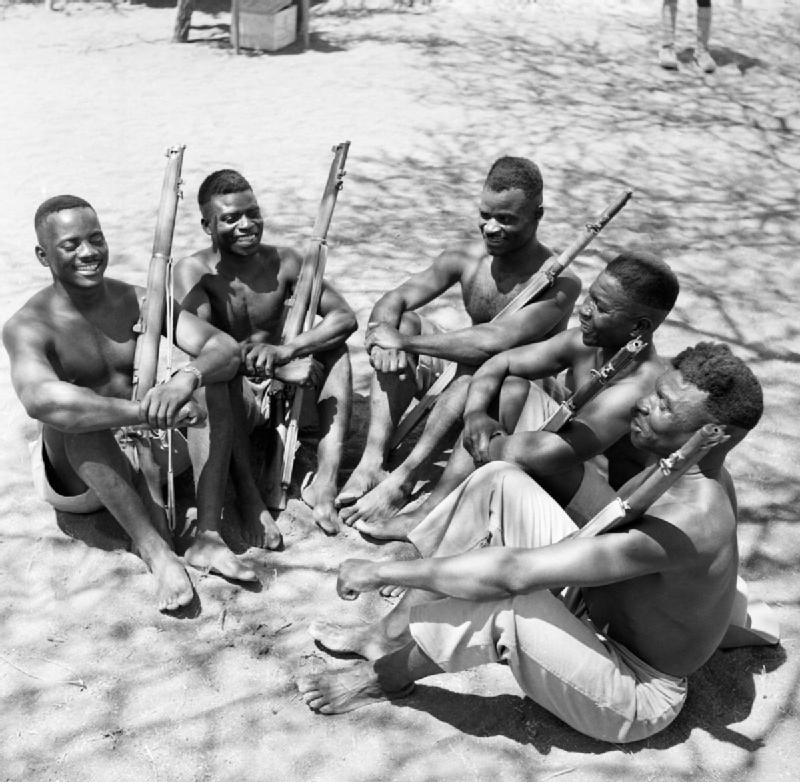
Una fotografia del 13 febbraio 1941, illustrante alcuni soldati del King's Africa Rifle in una pausa durante l'avanzata nella Somalia italiana

L'offensiva del generale Cunningham ebbe inizio il 21 gennaio 1941, in perfetta contemporaneità con il generale Platt che in quel momento partiva all'attacco della linea Cherù-Alghedon-Aicotà. L'offensiva da sud raggiunse subito importanti successi: il confine somalo venne superato in sette punti ed entro il 10 febbraio tutti gli avamposti italiani furono conquistati; la situazione apparve subito così difficile che il duca d'Aosta, arrivato personalmente a Mogadiscio, dovette accogliere la richiesta del generale De Simone di ripiegare dietro il Giuba. Il piano di Cunningham si rivelò subito: le colonne di destra sarebbero piombate su Chisimaio, la quale venne abbandonata frettolosamente dagli italiani e occupata il 14 febbraio dai britannici senza combattere; la colonna centrale avanzò verso Afmadù-Gelib con lo scopo di aggirare alle spalle Chisimaio; infine, la colonna di sinistra puntò su Bardera. Il giorno seguente il generale Cunningham sferrò l'attacco alla linea del fiume tra Gelib e Giumbo con un potente bombardamento d'artiglieria; i reparti somali si sbandarono e le piccole riserve furono sprecate prematuramente dal generale De Simone per tappare le varie falle, rinunciando così fin dall'inizio all'azione di comando. Tra il 17 e il 20 febbraio la 11ª e la 12ª Divisione africana superarono il Giuba in punti poco sorvegliati dagli italiani; le difese italiane, attaccate a Gelib sui fianchi e alle spalle, si stavano disgregando, e il 20 febbraio 1941 il generale De Simone ordinò la ritirata generale, che si trasformò rapidamente in rotta a causa delle colonne motorizzate britanniche che frantumarono lo schieramento italiano. Con le truppe somale che disertavano in massa anche il ripiegamento sembrò impossibile.
Gelib cadde il 22 febbraio e contemporaneamente la 102ª Divisione cessò di esistere. I britannici iniziarono quindi un rapido inseguimento in due direzioni; i comandanti italiani non furono in grado di fronteggiare la situazione e le forze schierate sulla linea del Giuba furono facilmente disperse. Mentre la 12ª Divisione africana, vinta la battaglia di Gelib, risaliva il corso del Giuba occupando il 26 febbraio Berbera, il 28 Iscia Baidoa, il 3 marzo Lugh e il 5 Dolo, una brigata del King's Africa Rifle e truppe nigeriane della 11ª Divisione africana occuparono il 23 febbraio Modus, il 24 Brava e l'indomani 25 febbraio entrarono a Mogadiscio dove non incontrarono alcuna resistenza; il podestà Salvatore Giuliana si arrese e consegnò l'abitato, già dichiarato città aperta. Nel giudicare la battaglia, nella relazione del War Office si legge che: «Fino alla caduta di Gelib l'avanzata era stata piuttosto rapida; dopo divenne ancora più spedita […] La Somalia cadde come una pera matura». Con ben due mesi d'anticipo rispetto a quanto i comandi britannici avevano ipotizzato, l'intera Somalia italiana cadde praticamente senza combattere, mentre più a nord due battaglioni indiani e un distaccamento del Somali Camel Corps partirono da Aden per sbarcare a Berbera.

##### L'avanzata britannica su Addis Abeba

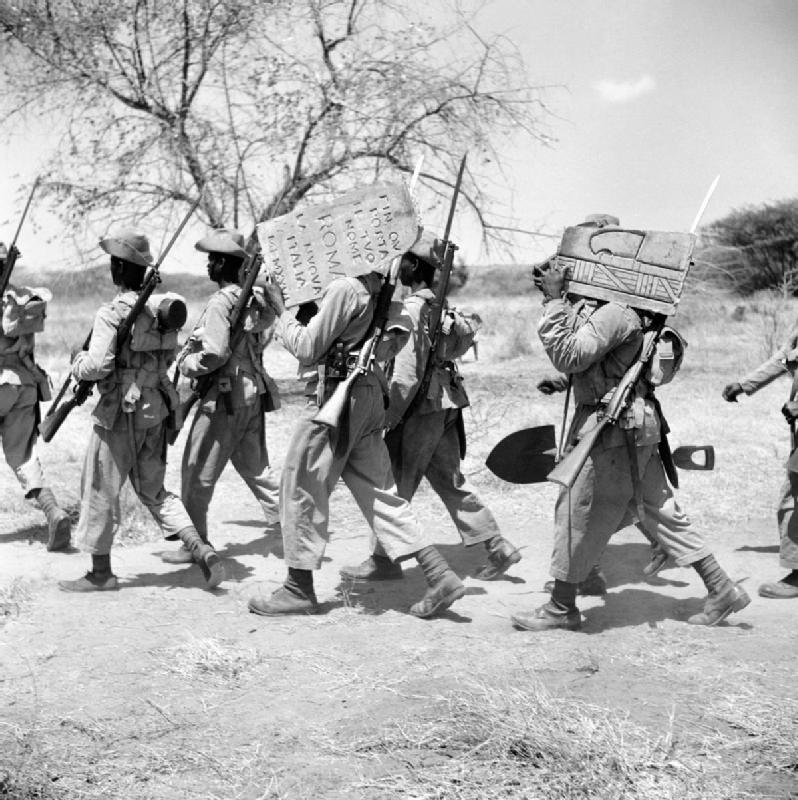
Uomini del West African Frontier Force rimuovono i ceppi di confine tra Kenya e Somalia italiana, in uno scatto del 13 febbraio 1941

In un mese i britannici avevano occupato oltre 600000 chilometri quadrati di territorio nemico, e avevano messo fuori combattimento circa 30000 soldati italiani assieme a grandi quantità di rifornimenti, armi e munizioni. Vista la situazione molto favorevole, Cunningham assieme a Wavell decisero di inviare in Nordafrica la 2ª e la 5ª Brigata sudafricana a dare manforte alle truppe britanniche che stavano per affrontare l'iniziativa nemica. A prenderne il posto furono i reparti della Force Publique comandata dal generale Auguste-Édouard Gilliaert, proveniente dal Congo belga. Il generale Cunningham inoltre chiese e ottenne il consenso di Wavell per continuare subito l'offensiva, sfruttando gli evidenti segni di cedimento del nemico e la possibilità di utilizzare i porti di Chisimaio, Merca e Mogadiscio solo lievemente danneggiati; il generale britannico ritenne possibile una marcia direttamente su Addis Abeba attraverso l'Ogaden, e fin dal 1º marzo una colonna motorizzata di soldati africani al comando del generale Smallwood partì da Mogadiscio e iniziò ad avanzare in direzione della città di Harar. Le truppe imperiali non trovarono praticamente alcuna resistenza; l'avanzata proseguì con tappe di quasi cento chilometri al giorno e in dieci giorni fu raggiunta Dagabur a oltre 700 chilometri da Mogadiscio.
Nella regione di Harar le forze italiane dello "scacchiere Est" di Bertoldi stavano approntando una linea difensiva sui capisaldi di monte Condudò, la stretta di Babile e i passi Dhandi e Marda. Teoricamente la truppa era molto numerosa, composta all'incirca da 26000 coloniali e 5000 nazionali, provenienti soprattutto dalla guarnigione che aveva occupato la Somalia britannica. Dei soldati italiani però la maggior parte erano specialisti del genio, coadiuvati da piccoli reparti di Guardie di Finanza, militi della PAI, autisti e avieri rimasti appiedati, mentre per quanto riguardava i coloniali la maggior parte erano gravemente carenti in addestramento, unità di corpo, morale e provenivano per lo più da un lungo periodo in cui erano stati adibiti a lavori stradali e compiti civili. Il 9 marzo il viceré arrivò in volo a Harar per affidare a De Simone il comando dello "scacchiere Est", di cui era già stato titolare prima di essere trasferito a Mogadiscio a sostituire Pesenti; questo benché De Simone non godesse più della stima dei suoi subordinati e del rispetto dei suoi avversari. Il 14 marzo De Simone ottenne dal viceré il consenso per sgomberare la Somalia britannica per raggiungere Dire Daua, ma la ritirata si rivelò disordinata e moltissimi coloniali sbandarono e disertarono; in questo periodo il fenomeno delle diserzioni degli àscari assunse proporzioni ancor più vaste di quelle viste sul Giuba o durante la difesa di Cheren e di Massaua. Alle diserzioni si aggiunsero poi episodi di aperta ribellione e di passaggio al campo nemico.
Il 16 marzo i reparti britannici del generale Reid sbarcarono a Berbera e liberarono rapidamente il territorio, mentre i pochi reparti coloniali italiani presenti si disgregarono e si arresero senza colpo ferire, rendendo ben presto impossibile una qualsiasi resistenza; i britannici lamentarono un morto tra i soldati del Somali Camel Corps e un ufficiale ferito. Il giorno stesso a Londra venne recapitato un telegramma con scritto: «La bandiera britannica sventola di nuovo su Berbera».
Il 18 marzo, durante il secondo assalto britannico al passo Marda, il duca d'Aosta prese la decisione, di fronte all'evidente disgregazione dei reparti coloniali, di ordinare al generale De Simone di abbandonare anche Harar e ripiegare ancora fino alla linea del fiume Auasc per dare tempo di sgomberare Addis Abeba e far ripiegare le forze dello Scioa nei ridotti di Dessiè e dell'Amba Alagi. Il viceré riteneva la situazione ormai compromessa e aveva già previsto di rinunciare a difendere la capitale dell'impero e, nonostante la netta contrarietà di Mussolini, ripiegare con le forze superstiti sulle montagne dove organizzare un'ultima resistenza. La ritirata delle truppe del generale De Simone venne effettuata nel disordine e nella disorganizzazione sotto gli attacchi della popolazione ostile; dopo alcuni tentativi di rallentare i britannici, il 27 marzo fu abbandonata Harar e tra il 28 e il 29 marzo i reparti superstiti arrivarono nella totale confusione alla linea del fiume Auasc che era già presidiata da truppe inviate dal viceré.
Sulla linea sul fiume Auasc non era in realtà preventivata una resistenza prolungata, ma solo un'azione per ritardare l'avanzata dei sudafricani di Pienaar e della 22ª Brigata dei King's Africa Rifles di Fowkes, in modo tale da lasciare abbastanza tempo alle truppe italiane di lasciare Addis Abeba, salvo che per le forze di polizia che sarebbero rimaste in città per tutelare i civili nazionali. Il 3 aprile si concluse l'evacuazione della capitale e nella stessa giornata il duca, prima di dirigersi sul ridotto Dessiè-Alagi, affidò tutti i poteri civili e militari al segretario generale Agenore Frangipani e al generale della PAI Renzo Mambrini, che restarono in carica fino all'arrivo delle truppe britanniche. Preoccupata per il concreto pericolo di un attacco in massa degli arbegnuoc alla capitale, il giorno seguente una delegazione italiana andò incontro al brigadiere Fowkes chiedendo paradossalmente alle stesse forze britanniche di marciare senza indugio sulla capitale, dove le autorità temevano per l'incolumità della popolazione italiana. I britannici misero in movimento una colonna scortata dai militi della PAI, che il 5 sera raggiunse i sobborghi di Addis Abeba. A quel punto però Cunningham, dopo aver deciso che durante l'ingresso nella capitale avrebbe dovuto partecipare una rappresentanza di ogni arma, bloccò l'ingresso delle forze britanniche in città rinviandolo al giorno successivo. Alle 10:30 del 6 aprile i britannici entrarono nella capitale con in testa i generali Wetherall (dell'11ª Divisione africana), Pienaar e Fowkes, che vennero accolti sulla scalinata del palazzo del Piccolo Ghebì dal generale Mambrini. Nel palazzo venne poi firmato l'atto ufficiale di resa e sul pennone del palazzo venne ammainata la bandiera italiana che fece posto alla Union Jack.
In appena 53 giorni le forze britanniche percorsero 2760 chilometri (circa 52 al giorno), invasero tre "scacchieri", occuparono tre delle sei capitali dell'Africa Orientale Italiana e misero fuori combattimento oltre 50000 soldati, con perdite quasi insignificanti. A Mogadiscio i britannici si impossessarono di derrate alimentari sufficienti per nutrire 10000 persone per sei mesi, mentre ad Addis Abeba trovarono derrate per nutrire altrettante persone per un anno; sempre a Mogadiscio vennero trovati circa 16000 ettolitri di carburante e ad Addis Abeba quasi 23000, più 14000 ettolitri circa di olio pesante, senza contare il materiale sanitario e le armi di piccolo calibro. Di fatto i britannici poterono provvedere per molto tempo al sostentamento dei prigionieri e dei partigiani etiopi senza dover intaccare le loro scorte.

### La marcia dell'imperatore

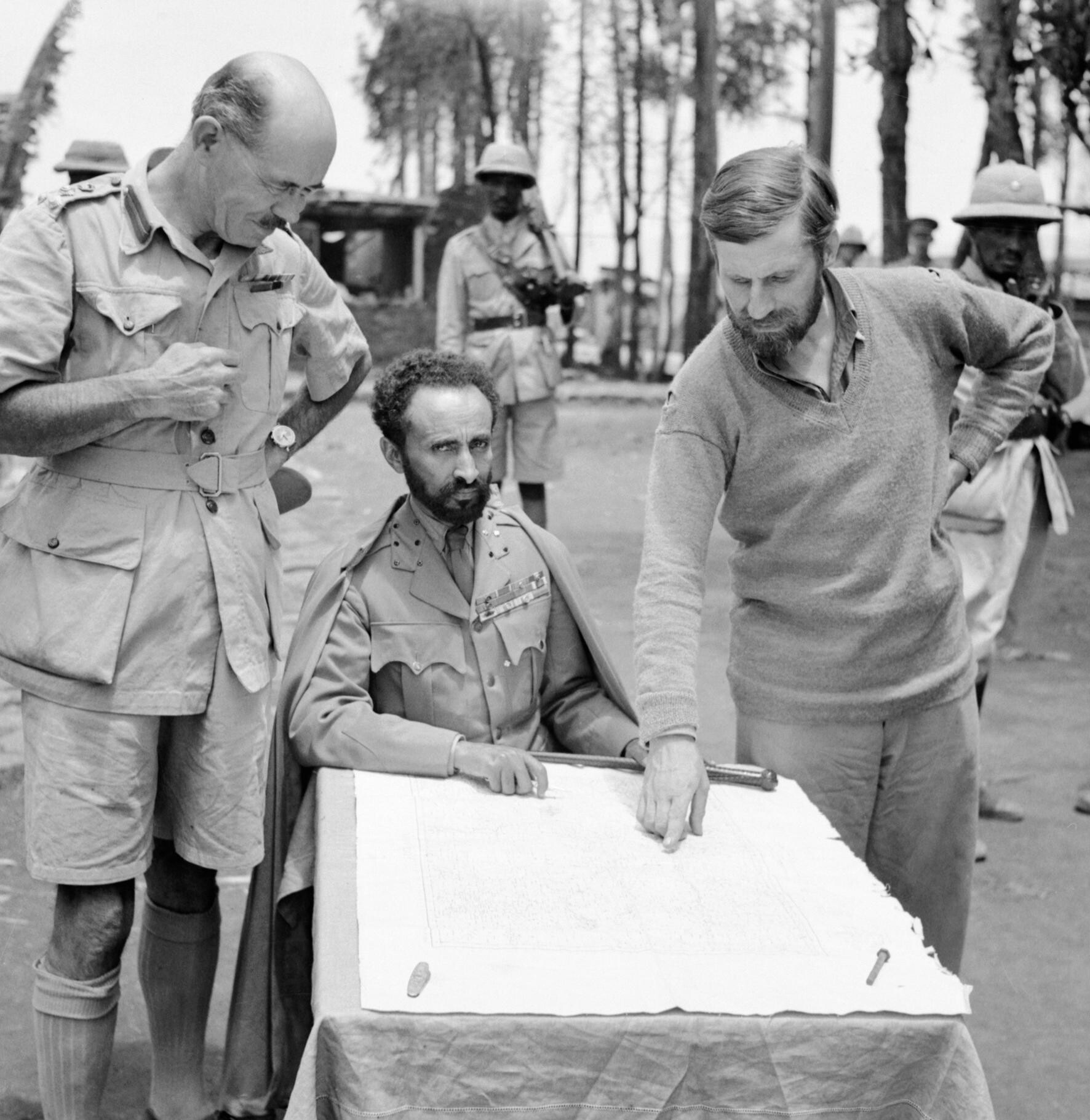
Hailé Selassié al centro, con Arthur Sandford a sinistra e Orde Wingate a destra, dopo la cattura del forte Dambacha, il 15 aprile 1941

Il 19 gennaio, mentre Platt riconquistava Cassala, l'imperatore Hailé Selassié diede inizio alla marcia che lo avrebbe riportato ad Addis Abeba. Il giorno seguente giunse in località Umm Idla, sul fiume Dinder, dove venne celebrata una cerimonia durante la quale Hailé Selassié diffuse un decreto e un appello al popolo etiope. Nel decreto l'imperatore concedeva l'amnistia a tutti gli etiopi che lo avevano osteggiato, invitandoli a ravvedersi e a rivolgere le loro armi contro gli italiani; nell'appello estese il perdono agli italiani, invitando il popolo e i combattenti a non compiere atrocità contro gli occupanti rispettando soprattutto i molti civili presenti in Etiopia.
La prima tappa del viaggio fu nelle vicinanze del monte Belaiya, dove Selassié soggiornò venti giorni e venne raggiunto dalla Gideon Force di Orde Wingate, forte di circa 2200 soldati, molto mobili, dotati di armi leggere ma privi di artiglieria. Con l'aggravarsi della situazione in Eritrea e Somalia, e la conferma della presenza della Gideon Force in territorio etiope, il generale Nasi, convinto di trovarsi di fronte a una divisione nemica, ordinò un ripiegamento dei presidi del Goggiam settentrionale su posizioni più sicure, ossia Bahar Dar e Buriè. Vennero così a crearsi due grossi raggruppamenti di forze coloniali, con il primo al comando del colonnello Torelli, posto a difesa di Gondar, e il secondo al comando del colonnello Natale, a difesa di Debra Marcos e dello Scioa. Nel frattempo Wingate si mise all'inseguimento degli italiani: prima lanciò alcuni reparti al comando del maggiore Simmonds contro Torelli, mentre lo stesso Wingate il 22 febbraio entrò a Engiabara, abbandonata due giorni prima dalle forze di Nasi, nonostante i grossi problemi di rifornimento che stava incontrando la Gideon Force ormai penetrata in profondità in territorio nemico e alle prese con lunghe marce su strade non camionabili.
Il 27 febbraio Wingate investì su più lati Buriè, protetta da 5000 àscari e dagli irregolari di ras Hailù e del degiac Mammo, fin dal 1935 messisi al servizio degli italiani. Dopo cinque giorni di assedio, in cui si vide la diserzione di Mammo, preoccupato della possibile rappresaglia di Hailé Selassié, e la comparsa nei cieli di alcuni Wellesley, il colonnello Natale si convinse che Buriè non era più difendibile e si ritirò verso Dembaccià. La ritirata fu segnata dalla presenza — per la prima volta dalla battaglia di Mai Ceu — di un'unità regolare etiope, agli ordini dell'imperatore Hailé Selassié, che si trovò di nuovo a combattere contro i reparti fascisti. Nonostante la determinazione, gli etiopi furono costretti a desistere, ma martellarono così tanto la forte colonna di Natale da costringere il colonnello a modificare i suoi piani e dirigersi direttamente a Debra Marcos. Venuto a sapere dei fatti, Nasi sostituì Natale con Maraventano, contestandogli di non essersi opposto con decisione a Wingate nonostante la netta superiorità numerica; Natale invece era caduto nel bluff del comandante della Gideon Force, il quale spostando in più punti le sue forze era riuscito a far credere di avere forze più numerose e mobili di quanto effettivamente aveva a disposizione.

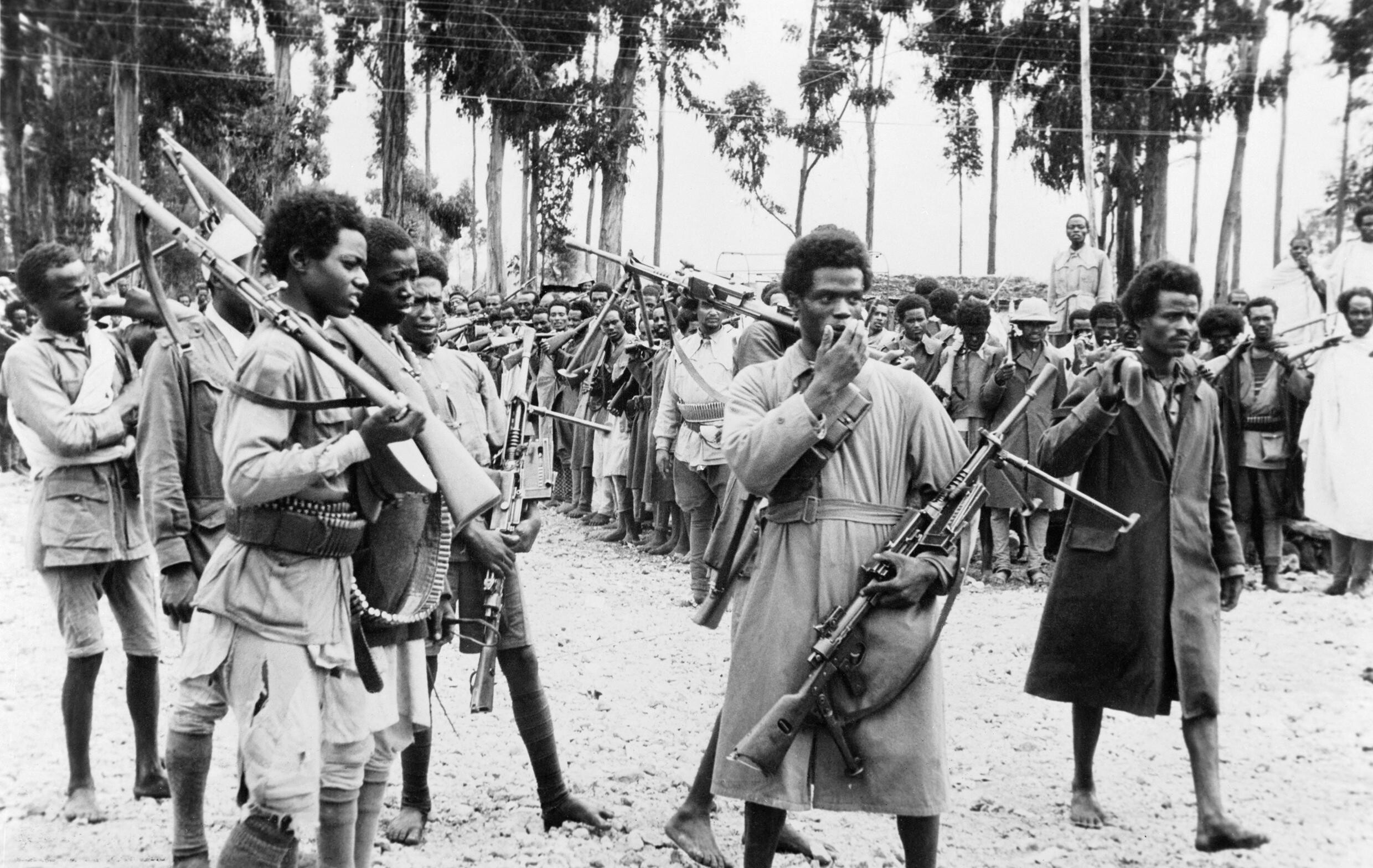
Soldati etiopi ad Addis Abeba, armati con armi confiscate agli italiani, che ascoltano il proclama che annuncia il ritorno nella capitale dell'imperatore Hailé Selassié

Con l'arrivo a Debra Marcos del contingente italiano di Natale, si trovarono concentrate nella capitale del Goggiam quasi tutte le forze della regione: circa 12000 uomini provvisti di artiglieria e addirittura copertura aerea, ai quali poterono aggiungersi circa 6000 irregolari di Hailù. Con la Gideon Force provata dai combattimenti e con i partigiani di Hailù Belau e Belai Zellechè su cui non poteva fare molto affidamento, Wingate non poté far altro che stringere d'assedio Debra Marcos sottoponendola a precisi tiri di mortaio, affidando a Zellechè il compito di tagliare la ritirata a Maraventano occupando il ponte di Safartac sul Nilo Azzurro, che collegava il Goggiam allo Scioa. I giorni tra il 15 marzo e il 1º aprile furono i peggiori per Wingate, con le forze italiane che contrattaccavano di volta in volta in modo sempre più deciso. A spostare l'ago della bilancia a favore dei britannici furono le catastrofiche notizie che dal 26 marzo arrivavano dagli altri fronti. Il viceré comunicò a Nasi che l'Eritrea era ormai persa e occorreva stabilire un fronte nord con i pilastri fondamentali sul ponte di Mai Timchet e sull'Amba Alagi: «A costituire quest'ultimo provvedo io. Voi, con la forza in posto, con quella che stavate per mandare a Frusci e con quella che Frusci mette a vostra disposizione, create un pilastro di sinistra […] il nemico insegue i residui di De Simone, che sull'Auasc non potrà che opporre resistenza di poche ore, per cui si deve prevedere imminente l'occupazione di Addis Abeba. Dopo di ciò l'impero si ridurrà ai seguenti punti: ridotto dell'Amba Alagi, ridotto di Gondar, Galla e Sidama […]».
Su ordine di Nasi, il 1º aprile Maraventano iniziò il ripiegamento verso Dessiè; nel frattempo su Gondar si portarono le truppe di Bahar Dar, sull'Uolchefit i presidi presenti sul Tacazzè, e su Debre Tabor i presidi che erano a Beghemeder. A favorire Maraventano fu anche lo stratagemma di Hailù, il quale prima di prendere contatto con gli anglo-etiopi convinse Zellechè a non attaccare gli italiani sul ponte Safartac, promettendogli una delle sue figlie in sposa. Grazie a quest'ultimo favore di Hailù agli italiani, Wingate fallì il tentativo di catturare la colonna comandata da Maraventano. Il 4 aprile fu lo stesso ras Hailù ad attendere i britannici nel palazzo reale di Debra Marcos e, dopo aver ricordato all'emissario — colonnello Hugh Boustead — che egli con la sua armata di 6000 uomini teneva saldamente in mano la città, si offrì di garantirne la sicurezza a patto di poter consegnare personalmente Debra Marcos all'imperatore. Boustead accettò le proposte di Hailù, e ciò impedì a Hailé Selassié di agire contro il ras traditore. Il mattino del 6 aprile, mentre le truppe del generale Cunningham entravano ad Addis Abeba, l'imperatore fece il suo ingresso a Debra Marcos, ricevendo poco dopo la sottomissione di Hailù.
Il 27 aprile con il sostegno di Sandford e Wingate, Hailé Selassié lasciò Debra Marcos scortato dalla Gideon Force, nonostante il parere negativo di Cunningham; questi temeva che l'arrivo di Selassié nella capitale prima che fossero terminate le operazioni di guerra avrebbe potuto scatenare gli etiopi, minando la sicurezza dei civili italiani. Il 5 maggio 1941, a cinque anni esatti dall'ingresso di Badoglio nella capitale dell'Etiopia, Hailé Selassié entrò ad Addis Abeba a bordo di un'auto scoperta, preceduto dall'eccentrico colonnello Wingate in sella a un cavallo bianco. Accolta da una folla festante, la colonna dell'imperatore venne scortata dagli arbegnuoc di Abebe Aregai fino al vecchio palazzo di Menelik, dove vi era Cunningham ad accoglierlo con un drappello di King's African Rifles che presentò le armi. Intorno alle 17:00 Selassié si presentò alla folla rinnovando l'appello fatto all'inizio del suo cammino verso la capitale:

### La fine dell'Impero

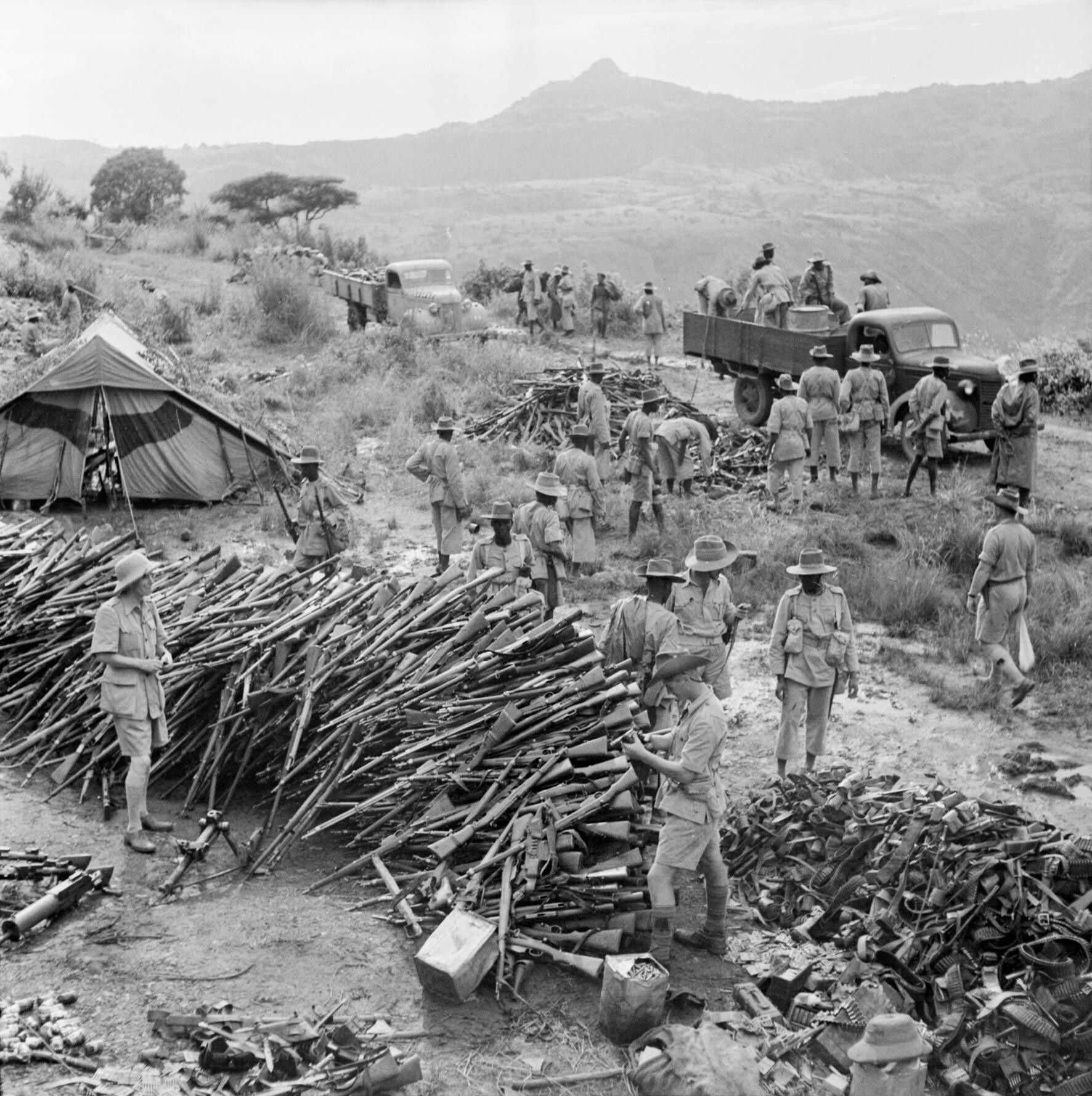
Soldati del King's African Rifles raccolgono i fucili catturati alle forze coloniali italiane al passo di Uolchefit il 28 settembre 1941

#### Il baluardo dell'Amba Alagi
Il duca d'Aosta arrivò sui rilievi dell'Amba Alagi il 17 aprile 1941 assieme a circa 7000 uomini, tra quelli scampati dal crollo dell'Eritrea e quelli provenienti dalla capitale, dall'Auasc e da Assab, e 40 pezzi d'artiglieria da 65/17. Una forza eterogenea composta da fanti, carabinieri, avieri, artiglieri, autieri, genieri, marinai, àscari, indigeni e uomini del servizio sanitario: una forza in cui «[…] Un solo battaglione della divisione granatieri è l'unico reparto che, col gruppo artiglieria, pure della Savoia, vale qualche cosa». Lungo la via che da Addis Abeba conduceva alle montagne, il viceré predispose diversi punti di resistenza, come a Combolcià, posta al bivio davanti a Dessiè, dove erano trincerate camicie nere e coloniali che tra il 18 e il 26 aprile tennero testa con molta fatica alla 1ª Brigata sudafricana di Pienaar e a migliaia di arbegnuoc. Da nord i britannici fecero affluire gli anglo-indiani del generale Mayne, con l'intera 29ª Brigata e contingenti della 9ª e 10ª sostenuti dagli uomini di ras Sejum Mangascià, presentatosi a Platt appena dopo la caduta di Asmara.
Con gli uomini di ras Sejum a rinforzare le forze britanniche, il progetto del duca di resistere temporaneamente alla stretta di Uoldilà diventò impraticabile; il viceré fu quindi costretto ad abbandonare anzitempo Mai Ceu per riparare sull'Amba Alagi. Mayne arrivò a ridosso dell'Amba il 24 aprile e iniziò a martellare le postazioni italiane fin dal 1º maggio, quando il Commando Skinner's Horse, una compagnia della Sudan Desert Force e 500 irregolari misero in atto il primo attacco diversivo sul passo Falagà, seguito il giorno 3 dal secondo attacco diversivo verso passo Togò compiuto da indiani e irregolari. Alle 04:15 del 4 maggio quindi Mayne scatenò il vero attacco principale con la 29ª Brigata indiana verso passo Togorà, una zona meno difesa per via del terreno assai difficile. L'attacco ebbe pieno successo e il giorno seguente gli indiani tentarono un attacco diretto alle pendici dell'Amba Alagi, venendo però respinti dal fuoco degli italiani.
Il 6 e 7 maggio i britannici effettuarono un bombardamento che anticipò la conquista del passo Falagà da parte delle truppe indiane. Quella sera il duca d'Aosta comunicò a Roma che «Il ridotto dell'Amba Alagi est ormai stretto da ogni lato: attaccati da nord e da ovest, investiti da est, chiusi a sud […] Disertato altri militari coloniali […], rimangono sull'Alagi circa quattro battaglioni nazionali con poche batterie di piccolo calibro con limitato munizionamento. […] Danni materiali già notevoli, viveri razionati possono durare circa tre mesi. Scarsità et difficoltà per acqua e legna. Gravissimo problema quello sanitario per materiale impossibilità di ricoverare feriti […]». Fu proprio con l'enorme vantaggio in artiglieria che il generale Mayne volle snervare e martellare il nemico in attesa dei sudafricani di Pienaar, i quali arrivarono in posizione il 14 maggio. Dopo essere stato ferito da una scheggia, il 16 maggio il viceré contattò il comando nemico per offrirgli la resa, ottenendo l'onore delle armi; il giorno seguente il generale Volpini e il maggiore Bruno scortati da due carabinieri si avviarono verso le linee britanniche, ma vennero assaliti e uccisi da alcuni irregolari. Minacciando di far saltare le trattative il viceré ottenne di riavere i quattro cadaveri e di poterli seppellire con tutti gli onori e, dopo la cerimonia, il 19 maggio la guarnigione dell'Amba Alagi si diresse verso la prigionia sfilando in armi davanti ai reggimenti degli West Yorkshire e degli Highlander Light Infantry.

#### La battaglia dei laghi
Con il viceré in prigionia e Addis Abeba in mano agli anglo-etiopi, l'impero cessò in pratica di esistere; le forze italiane ancora in armi si concentrarono in alcuni capisaldi nel tentativo di resistere ancora qualche mese. Da Roma venne designato il generale Pietro Gazzera come nuovo comandante superiore e reggente del governo generale dell'A.O.I. Al momento della nomina il generale disponeva di circa 50000 uomini del proprio "scacchiere Sud" e altri 20000 provenienti dall'Harar, dalla Somalia e dallo Scioa: un esercito numeroso che avrebbe potuto prolungare la resistenza nel Galla e Sidama se fin dai primi mesi dell'anno Roma non avesse ordinato a Gazzera di difendere tutta la regione, ossia un territorio più grande dell'Italia.
A peggiorare la situazione per gli italiani nella zona vi fu da febbraio la ripresa della guerriglia etiope, che nel Galla e Sidama era stata un fenomeno quasi sconosciuto ma che con il ritorno di Hailé Selassié prese nuovo vigore. Investito dal Sudan, dal Kenya e, dopo la caduta di Addis Abeba, anche dallo Scioa, Gazzera per quasi quattro mesi badò soprattutto a manovrare le sue sette divisioni per mantenere il possesso della maggior parte di territorio possibile, fino a quando, su ordine del duca d'Aosta, dovette eseguire una puntata su Adama per coprire da tergo la ritirata sull'Amba Alagi, su cui il viceré si stava dirigendo. Era un ordine ineseguibile ma Gazzera, che per mesi aveva lodato le doti delle sue forze, non poté tirarsi indietro e da Sciasciamanna allestì una colonna motorizzata che partì il 29 aprile. La colonna il 3 maggio incontrò i blindati britannici nelle vicinanze del lago Langana e dovette ritirarsi precipitosamente tornando a Sciasciamanna; da quel momento in poi per Gazzera sarà un lungo incassare colpi senza reagire, retrocedendo inesorabilmente e cercando riparo dietro ogni fiume.
Guidate da Fowkes, le forze anglo-africane il 1º maggio occuparono Fichè, il 13 Dadaba, il 14 Sciasciamanna, il 17 Dalle e il 22 il centro di Soddo, dove vennero fatti prigioni i generali Liberati e Baccari. Con la sua travolgente azione Fowkes liquidò la 25ª Divisione di Liberati e costrinse altre tre divisioni italiane a ripiegare, divisioni che avevano fino ad allora validamente contrastato a Uadarà, Fincioà e Alghe gli attacchi di Godwin-Austen. Il 7 maggio l'11ª Divisione africana attaccò in direzione Colito e Neghelle, il 13 Gazzera ordinò il ripiegamento dal settore laghi verso il fiume Billate. Durante la ritirata gli arbegnuoc molestarono le colonne italiane senza tregua, e il 19 i KAR intercettarono e distrussero una colonna di 400 uomini e sette carri M11/39, mentre violenti combattimenti si svolgevano a Uadarà e Hula tra le truppe della 12ª Divisione africana e due brigate coloniali italiane. Nel Ghibiè, a Lechemti e ovunque nel Galla e Sidama si susseguirono decine di scontri tra battaglioni coloniali che si sfasciavano, azioni di retroguardia, fortini isolati messi sotto assedio e ribellione endemica. Non si assisté dunque a una battaglia come a Cheren o sull'Amba Alagi, bensì a moltissimi scontri a livello di piccole unità che dissanguarono le forze italiane e tennero impegnate le forze britanniche per circa due mesi.
Mentre gli arbegnuoc di Gherarsù Duchì calavano da nord e le truppe britanniche avevano ormai superato l'Omo dirigendosi su Gimma, la situazione per gli italiani apparve sempre più precaria; Gazzera fu costretto a trasferirsi a Dembidolo per continuare la resistenza e a dichiarare Gimma "città aperta" a tutela dei civili italiani ivi presenti. Il 9 giugno un battaglione del KAR, poche centinaia di arbegnuoc e congolesi della Force Publique assaltarono le ultime posizioni a difesa di Gimma; il generale Bisson — al quale Gazzera aveva affidato i poteri civili e militari — chiese la resa. Fowkes, che avrebbe voluto trattare la resa di tutte le forze dello scacchiere e non solo di quelle presenti a Gimma, tergiversò per due settimane, poi, nel timore che gli uomini di Gherarsù entrassero in città, il 20 giugno accettò la resa e il giorno seguente entrò nella capitale della regione, catturando 8000 uomini, 500 automezzi e grossi quantitativi di medicinali.
Solo il 20 giugno Gazzera ordinò alle tre divisioni coloniali dello scacchiere, la 22ª, 23ª e 26ª, di raggiungere Dembidolo, ma le enormi distanze, gli attacchi aerei e gli assalti degli arbegnuoc non consentirono tale concentramento. La 26ª Divisione di Berardi venne distrutta tra il fiume Didessa e Bedelle, la 22ª di Pialorsi venne attaccata da 6000 partigiani e fu costretta a fermarsi a 100 chilometri da Dembidolo, mentre la 23ª di Giulio Vanden Heuvel si arrese agli etiopi a Jubdo. Il 3 luglio Gazzera avviò con i belgi le trattative di resa; l'accordo venne trovato il 4, ma alcuni combattimenti si protrassero fino al 9 a causa delle difficoltà di far arrivare ovunque la comunicazione della resa.

#### La resistenza di Gondar

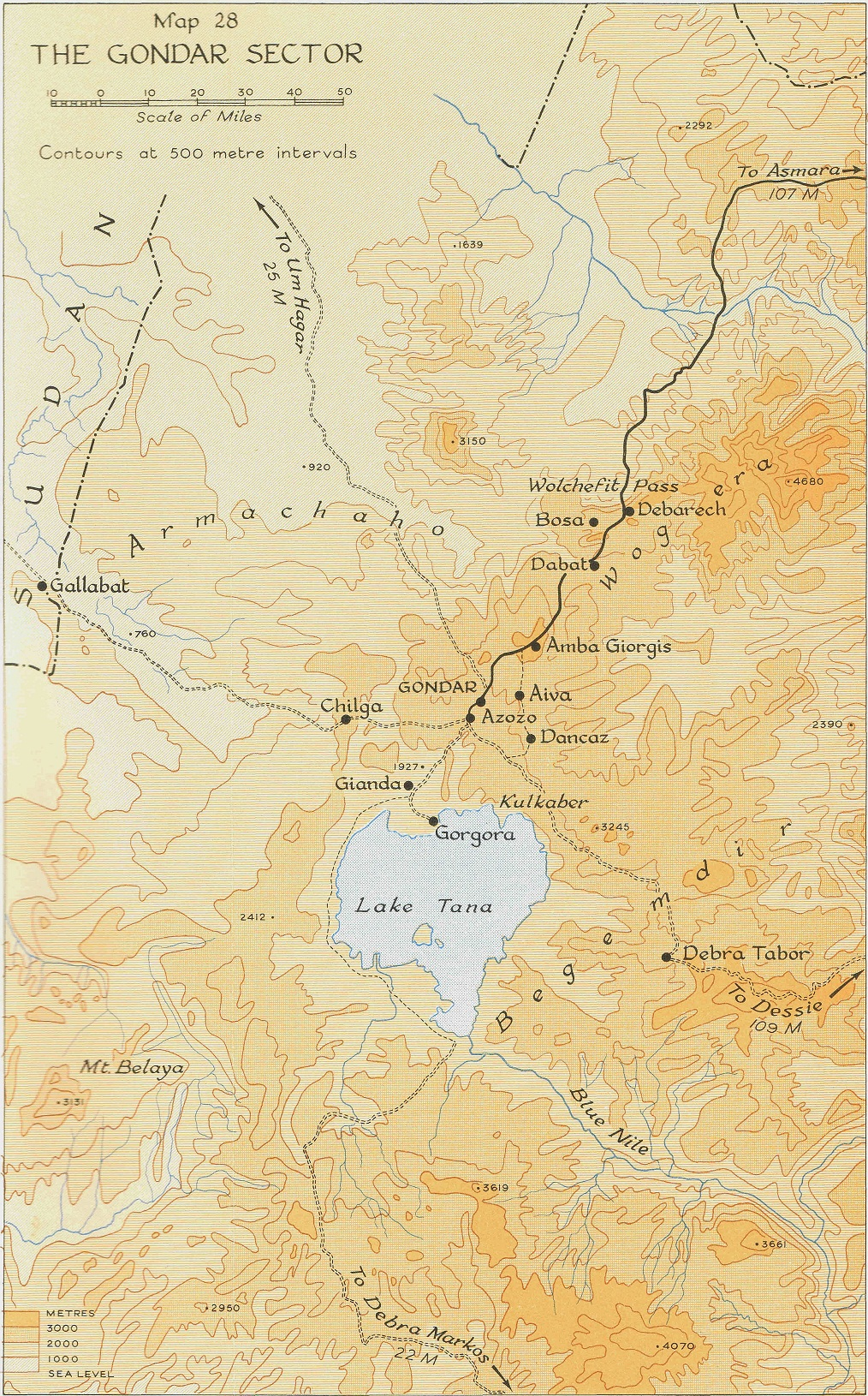
Il settore di Gondar in una mappa del 1956

Attorno ai primi di aprile le forze del generale Nasi nel ridotto di Gondar contavano oltre 40000 uomini di cui 23000 coloniali, distribuiti in due centri di resistenza distaccati con la funzione di ritardare l'avanzata britannica: Uolchefit sbarrava la direttrice proveniente dal Tacazzè, e Debra Tabor tagliava la strada Dessiè-Gondar. A Ulchefit la guarnigione era di circa 5000 uomini al comando di Mario Gonnella, mentre la guarnigione di Debra Tabor era forte di 6000 uomini circa, al comando del colonnello Ignazio Angelini. Nel ridotto del Gondar e nelle sue propaggini (Blagir-Celgà, Tucul-Dinghià, Ualag e Culqualber-Fercaber) Nasi poteva contare invece sui restanti 29000 uomini (sette battaglioni nazionali, sei coloniali, tredici batterie e una riserva di cinque battaglioni) e soprattutto poté contare su molto tempo per allestire le difese e per procurarsi pezzi di ricambio da rottami e attrezzature inutilizzabili.
Per smontare questo dispositivo difensivo i britannici non poterono contare sulle divisioni indiane e sudafricane, spedite ormai in Nordafrica, ma dovettero utilizzare le sole due divisioni africane, i contingenti della Sudan Defence Force, i congolesi della Force Publique e i francesi della Brigade d'Orient, oltre ai molti partigiani etiopi. Il comandante Fowkes decise di attaccare Gondar da sud e da nord con la sola 12ª Divisione. Il 17 maggio le forze anglo-sudanesi e un battaglione etiope attaccarono di sorpresa direttamente Celgà che inizialmente sembrò cedere di schianto, ma che poi riuscì a reggere grazie all'intervento delle riserve del colonnello Torelli. Sconfitti a Celgà, i britannici attaccarono in contemporanea sia Uolchefit sia Debra Tabor; nel primo caposaldo le forze di Gonnella resistettero efficacemente e respinsero l'assalitore, mentre la piazzaforte di Debra Tabor al contrario si rivelò ben presto il punto debole della difesa italiana, soprattutto a causa delle diserzioni in massa delle bande Uollo che per anni avevano seminato terrore nella popolazione etiope e adesso temevano la vendetta di Hailé Selassié. Il 6 luglio la guarnigione di Debra Tabor si arrese ai britannici, aprendo la strada da sud verso Gondar.
I britannici si concentrarono quindi sul saliente di Uolchefit, che di fatto era tagliato fuori dal resto delle difese e rappresentava un caposaldo a sé stante. Fin dal 10 maggio gli assalitori intimarono la resa del presidio al comandante Gonnella e, dopo il primo rifiuto, si susseguirono una serie di assalti e contrattacchi che proseguirono fino al 19 luglio, quando il comando britannico inviò una seconda richiesta di resa, accompagnata da sempre più frequenti incursioni aeree e bombardamenti terrestri. In agosto la situazione per Gonnella iniziò a farsi disperata, con sempre meno viveri e sempre più numerosi casi di diserzioni e malaria. I britannici, per evitare perdite inutili, si limitarono a disturbare i rifornimenti della guarnigione e a martellarla con bombardamenti quotidiani, cosicché il 28 settembre, dopo 160 giorni di lotta, Gonnella lasciò il presidio di Uolchefit per recarsi personalmente a chiedere la resa ai britannici. Ora le forze del generale Fowkes poterono completare l'accerchiamento di Gondar.
Le forze britanniche nel frattempo andarono ad aumentare sempre più grazie all'arrivo di disertori, predoni, arbegnuoc, forze regolari di Hailé Selassié e anche semplici paesani armati. Le truppe di Nasi non stettero a guardare e, per far rallentare lo stillicidio di attacchi alle vie di comunicazione e rifornimento, i presidi a protezione di Gondar compirono numerosi piccoli assalti agli accampamenti nemici distruggendo armi, viveri, munizioni e in alcuni casi facendo arretrare il dispositivo logistico alleato, come a Ualag la notte dell'8 ottobre, quando due battaglioni coloniali distrussero una base radio nemica sull'Amba Ghiorghis. Nel mese di ottobre affluirono attorno a Gondar nuovi reparti arbegnuoc, portando il totale a 30000 uomini, assieme a nuovi reparti di carri armati, autoblindo e a tutte le squadriglie della RAF e della SAAF possibili. Nella prima settimana di novembre quindi le forze britanniche si misero in movimento per l'assalto finale; un battaglione etiope tagliò la strada di rifornimento tra il lago Tana e Gondar e, il 13 novembre, i KAR, appoggiati dall'aviazione, attaccarono Culqualber, la quale cadde assieme a Fercaber il 21 novembre sotto la spinta degli etiopi e delle autoblindo sudanesi.
Dopo la conquista di Culqualber, per i britannici si aprì l'accesso più facile e meno difeso verso Gondar e divenne superfluo espugnare gli altri capisaldi di Ualag, Chercher, Celgà e Gorgorà. L'offensiva finale contro la piazzaforte di Gondar venne lanciata alle 04:30 del 27 novembre 1941: i KAR della 25ª Brigata mossero all'assalto da sud appoggiati da 60 carri, mentre da est attaccarono la 26ª Brigata di irregolari etiopi e un battaglione di gollisti. Intorno alle ore 10:00 Nasi comunicò a Roma che il nemico era ormai penetrato in città, alle 11:00 cadde località Azozò con il suo aeroporto e contemporaneamente alcuni carri britannici entrarono in città. Poco dopo mezzogiorno, mentre irregolari etiopi saccheggiavano le prime case della periferia e i magazzini militari, anche la popolazione indigena si sollevò e si diede al saccheggio delle proprietà italiane. Alle 13:30 Nasi comunicò a Roma che: «Gondar è tutta un vulcano per le polveriere che saltano e i magazzini che bruciano. La battaglia è perduta. Non ho più alcuna forza di alimentarla, nessun mezzo per dirigerla». Alle 14:30 il comandante italiano inviò due parlamentari verso le linee britanniche; troppo tardi, perché squadre etiopi e formazioni regolari erano ormai in centro città. Intorno alle 16:00 alcuni carri britannici raggiunsero la Banca d'Italia, dove Nasi aveva il quartier generale, e un tenente intimò l'ultimo governatore dell'A.O.I. alla resa, mentre la bandiera britannica veniva issata sul tetto della banca. Due ore dopo Nasi si consegnò formalmente al generale James e, dopo aver preso accordi circa la consegna delle armi e la resa degli ultimi capisaldi, la mattina seguente cessò ogni tipo di resistenza.
La caduta di Gondar e la fine dell'Africa Orientale Italiana vennero celebrate solennemente il 1º dicembre dalle truppe del generale Fowkes con una grande parata all'aeroporto Azozò, dove gli scontri erano stati particolarmente duri. L'indomani, mentre gli italiani vennero condotti verso la prigionia, il principe ereditario Asfa Uossen passò in rivista 10000 combattenti etiopi e, nella relazione del War Office, questa manifestazione «suggellò non soltanto la riconquista della libertà di un popolo, ma il crollo definitivo dell'impero di Mussolini».

## Analisi e conseguenze

### Perdite
La distruzione di molti archivi dell'A.O.I., la scomparsa di molti comandanti di reparto durante le operazioni e la compilazione di rapporti solo a guerra finita sulla scorta di appunti e vaghi ricordi, non consentono un accertamento preciso sulle perdite subite dagli italiani e dai loro alleati durante l'intera campagna. Secondo i calcoli dell'Ufficio storico del Ministero della difesa, riportati dallo storico Angelo Del Boca, dall'11 giugno 1940 al 28 novembre 1941 caddero 426 ufficiali e 4781 nazionali, mentre rimasero feriti 703 ufficiali e 6244 soldati. Ancor più approssimativa è la stima delle perdite tra i coloniali, perché non si tenne conteggio delle perdite tra gli indigeni negli scacchieri Nord, Giuba ed Est, mentre per gli altri scacchieri l'Ufficio storico calcolò 12053 morti, 18154 feriti e 3076 dispersi. Considerando però che i coloniali pagarono un prezzo altissimo per la difesa di Giuba, Harar e dell'Eritrea, si potrebbe ragionevolmente far ascendere questa cifra a circa 50000 perdite per i coloniali e quindi a circa 65000 totali, ossia un quinto delle forze scese in campo all'inizio della guerra.
Nel 1988 Alberto Rovighi, in un'opera scritta per conto dello stato maggiore della difesa, riferì che al 16 aprile 1941 le perdite tra le truppe italiane furono di 426 ufficiali morti, 703 feriti e 315 catturati, 4785 sottufficiali e soldati morti, 6244 feriti e 15871 catturati; le perdite tra le truppe coloniali, incomplete, furono di 11755 morti, 18151 feriti e 3076 catturati. Dopo la data del 16 aprile 1941, tuttavia, i combattimenti in Africa Orientale proseguirono ancora a lungo: vi furono tra le altre le battaglie dell'Amba Alagi, che causò 3500 perdite, quella di Culqualber, che causò 1003 morti (513 italiani e 490 coloniali) e 804 feriti (404 italiani e 400 coloniali), e quella di Gondar, che causò 4000 morti (300 italiani e 3700 coloniali) e 8400 tra feriti e malati.

### Considerazioni generali

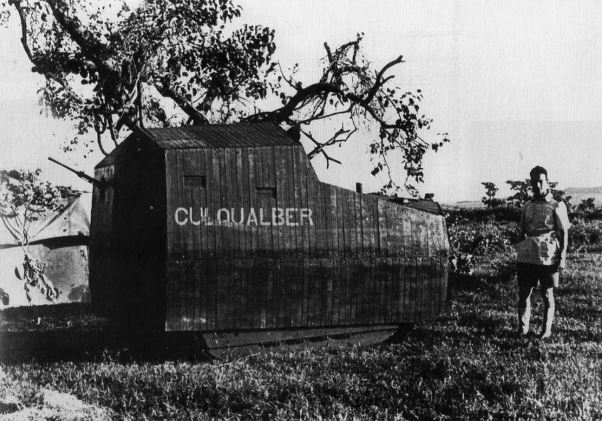
Un trattore riadattato con blindature di ripiego catturato dalle truppe britanniche. La penuria di mezzi e pezzi di ricambio fece sì che sul fronte gondarino gli italiani allestissero mezzi d'emergenza con pezzi di veicoli inutilizzabili.

Secondo la storiografia la campagna dell'Africa Orientale fu persa in partenza dall'Italia; le mal equipaggiate e male addestrate forze coloniali italiane non potevano tenere testa alle moderne e combattive forze britanniche, e parallelamente era logico e prevedibile che i battaglioni àscari si sbandassero e disertassero in massa appena gli scontri volgevano a sfavore. L'unica vera battaglia fu quella di Cheren, la cui conquista fu essenziale per i britannici in quanto bloccava l'unica strada verso Asmara e Massaua e perché l'eliminazione del caposaldo avrebbe consentito di spostare le preparate e combattive unità indiane in Nordafrica. Lì gli italiani e i coloniali combatterono bene e in modo coeso — soprattutto perché guidati da buoni comandanti — distinguendosi per caparbietà e determinazione nonostante il terreno aspro e i limitati rifornimenti. Tale efficacia però fu un caso unico in tutta la campagna (salvo la resistenza di Gondar), che mancò invece in tutto il resto della guerra in A.O.I., dove la scarsa coesione dei reparti, la mancanza di addestramento e la scarsa preparazione degli ufficiali subalterni contraddistinse ogni scontro. E qualche caso isolato di combattività e determinazione, confermato dalle molte ricompense al valore concesse, non cambiano il desolante quadro generale delle forze armate italiane nel Corno d'Africa. A tal proposito un documento del Ministero della difesa rilevò: «I comandanti di compagnia e di plotone, quasi tutti richiamati a domanda, erano anch'essi elementi eterogenei per età, per qualità fisiche e morali, per attitudini professionali. Erano in genere uomini privi di una buona sistemazione in patria, che avevano cercato in Africa una più lucrosa occupazione per qualche anno. La loro preparazione non era adeguata alle esigenze di una guerra contro eserciti modernamente armati».
I britannici alla vigilia delle ostilità erano ancora più impreparati degli italiani, e potevano contare su appena 25/30000 uomini contro i quasi 300000 italiani, ma seppur meno numerosi disponevano di vantaggi che alla lunga avrebbero certamente capovolto — e capovolsero — la situazione. Le truppe coloniali del Commonwealth erano mediamente meglio armate e addestrate, similmente a quelle metropolitane; venivano supportate e rifornite dai possedimenti coloniali britannici che in quel momento non era sconvolti dalla guerra; potevano essere spostate per linee interne, essendo i britannici padroni del Mar Mediterraneo, del Mar Rosso e dell'oceano Indiano; potevano contare sull'appoggio dei partigiani etiopi che avevano trovato rifugio in Sudan, Kenya e Somalia. E mentre da Roma arrivava l'ordine di mantenersi sulla difensiva, di continuare a sorvegliare l'immenso territorio dell'impero, con Mussolini che, prevedendo una guerra breve, sanciva la direttiva secondo cui non ci sarebbero stati aiuti per l'A.O.I., i britannici iniziarono a rinforzarsi nel Corno d'Africa. Al contrario dei comandi italiani, i britannici diedero prova di una capacità di lettura strategica notevole, muovendo sullo scacchiere geografico le truppe di diversi paesi e colonie in modo egregio, al momento giusto e trovando sempre soluzioni rapide ai notevoli problemi logistici del far una guerra a migliaia di chilometri dalla Gran Bretagna, il tutto mentre erano impegnati in Nordafrica, sui cieli della Manica, nei Balcani e nell'Atlantico. L'ottima visione strategica di Wavell trovò poi le necessarie risposte tattiche di Platt e Cunningham, che seppero sfruttare i vantaggi a loro concessi e poterono contare su truppe coloniali abili e affidabili, che, al contrario delle truppe coloniali italiane, non smisero mai di combattere e non si ribellarono.

### La guerriglia e il rimpatrio
Con l'imminente caduta dell'impero fascista, alcuni gerarchi e ufficiali dell'esercito decisero di dare vita a un movimento di resistenza clandestino per preparare atti di sabotaggio in vista di una riconquista italiana dell'A.O.I. Già prima della fine delle operazioni britanniche, il generale Alfredo Guzzoni quantificò in dieci divisioni provenienti dal Nordafrica e dieci provenienti dall'Italia le forze necessarie per riconquistare l'impero dopo la vittoria in Europa. I comandi sapevano quanto un'eventuale riconquista fosse del tutto irrealistica, e tali notizie furono pubblicizzate con semplice intento propagandistico nel tentativo di dare all'opinione pubblica una speranza, considerando l'andamento decisamente negativo dell'Italia sui fronti europei. In Etiopia, dove le notizie arrivavano col contagocce, e quando arrivavano erano perlopiù di carattere propagandistico, si formarono quindi due organizzazioni con lo scopo di preparare il terreno alla futura riconquista: il "Fronte di resistenza", formato da fuoriusciti dell'esercito, e i "Figli d'Italia", con militi della milizia e iscritti al Partito Nazionale Fascista (PNF), in tutto forse 7000 uomini. Gli ex soldati dell'esercito si prodigarono in azioni di guerriglia dall'esito altalenante, tra l'aprile 1941 e il maggio 1943, che interessarono diverse zone dell'Etiopia, dalla Dancalia alla valle dell'Omo fino al Galla e Sidama e all'Ogaden. Tali azioni presero a calare rapidamente d'intensità, e i gruppi a sciogliersi, dopo la sconfitta di El-Alamein dell'autunno 1942, quando svanì l'ultima speranza di un'occupazione dell'Egitto da parte delle forze dell'Asse, che da lì avrebbero potuto iniziare un'ipotetica avanzata attraverso il Sudan e quindi l'Etiopia. I "Figli d'Italia" erano invece un gruppo più politicizzato, e i suoi propositi erano contenuti in una circolare riservata che diceva: «Il nemico numero uno, per noi, non è più l'inglese, ma lo stesso italiano che, in un modo o nell'altro […] opera come serpe velenoso con spiate, lettere anonime, denunzie eccetera». Come obiettivi avevano «i traditori, i denigratori del Governo, gli anti-fascisti, gli informatori, le spie e i profittatori» e non praticavano azioni di guerriglia contro le forze britanniche. Questa organizzazione infatti si distinguerà per assassinii di massoni, presunti traditori e soprattutto di membri della sezione di Addis Abeba di Italia libera.
Dopo la rapida evacuazione degli oltre 100000 militari dell'A.O.I., in Etiopia rimasero alcuni gruppi di sbandati, di clandestini e soprattutto i civili delle città, la cui evacuazione andò fin da subito a rilento. Circa 50000 civili lasciarono l'A.O.I. tra il maggio 1941 e il luglio 1943, diretti in Italia con le navi della Croce Rossa, gli altri vennero internati nelle vicine colonie britanniche. A causa delle difficoltà correlate nel gestire un'enorme massa formata soprattutto da donne, bambini e uomini sopra i 60 anni, i britannici intavolarono trattative segrete con il governo italiano per il rimpatrio di oltre 60000 civili. Le trattative si conclusero a marzo 1942, e prevedevano l'evacuazione su navi italiane dal porto di Berbera fino ai porti di Genova, Livorno e Napoli, lungo il periplo dell'Africa, dato che considerazioni di carattere militare sconsigliarono a Londra di far passare le navi attraverso il canale di Suez. Le autorità italiane scelsero i transatlantici Saturnia, Vulcania, Caio Duilio e Giulio Cesare per compiere la missione di rimpatrio dei civili, che tra l'aprile 1942 e il settembre 1943 completarono tre viaggi riportando in Italia circa 28000 persone. Gli altri civili rimasti avrebbero raggiunto l'Italia negli anni a venire, tanto che in un censimento del 12 novembre 1949 i profughi d'Africa sarebbero risultati quasi 206000, circa 55000 dall'Etiopia, 45000 dall'Eritrea, 12000 dalla Somalia e 94000 dalla Libia.

### Esplicative
1. ↑  Graziani cercò di opporsi alla troppo rapida smobilitazione dell'esercito e delle artiglierie più moderne, anzi lamentò la mancanza di risorse per fortificare la frontiera con il Sudan, cose che fece presente al sottosegretario delle Colonie Attilio Teruzzi, senza peraltro trovare alcun riscontro né dal ministero della Guerra né da quello delle Colonie. Vedi: Del Boca, p. 346.
2. ↑  Gli altri sommergibili, il Guglielmotti, il Galileo Ferraris, il Perla e l'Archimede, riuscirono a tornare in patria dopo una rocambolesca circumnavigazione dell'Africa: arrivati al Capo di Buona Speranza, si diressero a nord, lungo la costa occidentale dell'Africa, per raggiungere il porto di Bordeaux, in Francia. Il 29 marzo, il Perla venne rifornito di carburante dall'incrociatore ausiliario tedesco Atlantis nell'Oceano Indiano; gli altri 3 sottomarini vennero invece riforniti di carburante dalla petroliera tedesca Nordmark nell'Atlantico meridionale tra il 16 e il 17 aprile. Tutti e quattro i sommergibili italiani raggiunsero la base di Bordeaux tra il 7 e il 20 maggio. Vedi: Del Boca, p. 440.
3. ↑  Sulla scelta dell'Amba Alagi come ultimo baluardo di difesa si è molto discusso negli anni. Il duca d'Aosta in realtà aveva altre possibilità più sensate: l'altipiano degli Arussi, che gli avrebbe consentito di tenere aperti i collegamenti con Harar, Galsida e Scioa; il Galla e Sidama, dove Gazzera aveva ben 50000 uomini ancora non provati da seri combattimenti; Gondar, dove lo aspettava Nasi; e infine creare un ampio ridotto sulla catena montuosa di cui l'Amba Alagi era una delle cime dominanti. All'ultimo momento il duca scelse si arroccarsi sull'Alagi, un rilievo che il maresciallo Enrico Caviglia definì «uno scoglio senz'acqua e senza viveri», per di più aggirabile da tutti i lati e comunque poco fortificato. Inoltre, essendo lungo la camionabile Asmara-Addis Abeba, l'Amba Alagi era per forza un obiettivo che tanto Platt che Cunningham dovevano superare per ricongiungersi. Secondo lo storico Del Boca quindi, «stabilito che l'Amba Alagi non ha alcun valore di ordine militare, si deve perciò dedurre che la scelta sia stata motivata da considerazioni storico-sentimentali, dal ricordo di Pietro Toselli e della sua disperata resistenza nel dicembre 1895. Ma se si voleva compiere un gesto simbolico, questo non ci fu, perché Toselli si fece uccidere, mentre il viceré capitolò arrendendosi, [...] e l'abbassamento dello stendardo reale tolse ogni valore politico alle resistenze dei generali Gazzera e Nasi». Vedi: Del Boca,  pp. 479-480.

### Bibliografiche
1. 1 2  Rochat, p. 298.
2. ↑  Santangelo, p. 213.
3. 1 2 3  Del Boca, p. 351.
4. ↑  (EN) David Brock Katz, South Africans Versus Rommel: The Untold Story of the Desert War in World War II, Lanham, MD, Stackpole Books (Globe Pequot), 2017,  p. 34, ISBN 978-0-8117-1781-6.
5. ↑  Bocca, p. 318.
6. ↑  (EN) G. Weller, The Belgian Campaign in Ethiopia: A Trek of 2,500 Miles Through Jungle Swamps and Desert Wastes, New York, Belgian Information Center, 1942, OCLC 1452395. URL consultato il 6 aprile 2022 (archiviato il 4 maggio 2019).
7. ↑  Del Boca, pp. 106-126 e 313-316.
8. ↑  Del Boca, pp. 333-340 e 463-478.
9. ↑  Labanca, pp. 199-200.
10. ↑  Labanca, pp. 200-201.
11. ↑  Labanca, pp. 202-203.
12. ↑  Del Boca, pp. 106-126.
13. ↑  Labanca, pp. 203-204.
14. ↑  Del Boca, p. 326.
15. ↑  Labanca, p. 204.
16. ↑  Del Boca, p. 333.
17. ↑  Del Boca, p. 334.
18. ↑  Del Boca, pp. 338-339.
19. ↑  Santangelo, p. 71.
20. ↑  Santangelo, pp. 72-73.
21. ↑  Santangelo, p. 73.
22. 1 2  Labanca, p. 205.
23. ↑  Del Boca, p. 347.
24. 1 2  Rochat, p. 91.
25. ↑  Rochat, pp. 92-93.
26. ↑  Labanca, p. 206.
27. ↑  Santangelo, p. 76.
28. ↑  Rochat, p. 299.
29. ↑  Santangelo, p. 39.
30. ↑  Santangelo, p. 45.
31. ↑  Del Boca, pp. 339-340.
32. ↑  Del Boca, p. 353.
33. ↑  Santangelo, p. 46.
34. ↑  Del Boca, pp. 353-354.
35. ↑  Del Boca, p. 354.
36. ↑  Del Boca, p. 355.
37. ↑  Santangelo, p. 77.
38. ↑  Santangelo, pp. 77-78.
39. ↑  (EN) M/T James Stove, su warsailors.com. URL consultato il 9 dicembre 2022 (archiviato il 9 dicembre 2022).
40. ↑  (EN) HMS Khartoum (F45) - K-class Destroyer, su naval-history.net. URL consultato il 2 marzo 2023.
41. ↑  Santangelo, p. 78.
42. ↑  Santangelo, p. 79.
43. ↑  Del Boca, p. 356.
44. ↑  Santangelo, p. 80.
45. ↑  Del Boca, pp. 357-358.
46. ↑  Santangelo, p. 81.
47. ↑  Del Boca, pp. 359-360.
48. ↑  Del Boca, p. 360.
49. ↑  Santangelo, pp. 82-85.
50. ↑  Santangelo, pp. 88-89.
51. ↑  Del Boca, p. 365.
52. 1 2  Del Boca, pp. 365-366.
53. ↑  Gooch, p. 219.
54. ↑  Santangelo, pp. 93-94.
55. ↑  Santangelo, p. 94.
56. ↑  Santangelo, p. 96.
57. ↑  Santangelo, pp. 97-98.
58. ↑  Santangelo, p. 99.
59. ↑  Santangelo, pp. 100-101.
60. ↑  Del Boca, pp. 392-393.
61. ↑  Del Boca, pp. 378-379.
62. ↑  Del Boca, p. 381.
63. ↑  Del Boca, p. 383.
64. ↑  Del Boca, pp. 383-384.
65. ↑  Del Boca, pp. 384-385.
66. ↑  Santangelo, p. 101.
67. ↑  Santangelo, p. 102.
68. ↑  Santangelo, pp. 103-104.
69. ↑  Santangelo, p. 105.
70. ↑  Santangelo, p. 106.
71. ↑  Santangelo, p. 134.
72. ↑  Santangelo, pp. 135-136.
73. ↑  Santangelo, pp. 136-138.
74. ↑  Santangelo, p. 139.
75. ↑  Del Boca, pp. 405-406.
76. ↑   Anthony Mockler, Il mito dell'impero, Milano, Rizzoli, 1977,  p. 430, ISBN non esistente.
77. ↑  Del Boca, pp. 406-407.
78. ↑  Del Boca, pp. 407-408.
79. ↑  Del Boca, pp. 408-409.
80. ↑  Santangelo, p. 143.
81. ↑  Del Boca, p. 411.
82. 1 2  Dominioni, p. 257.
83. ↑  Del Boca, p. 412.
84. 1 2  Del Boca, p. 414.
85. ↑  Santangelo, pp. 144-146.
86. ↑  Santangelo, pp. 147-148.
87. ↑  Santangelo, p. 149.
88. ↑  Santangelo, p. 150.
89. ↑  Del Boca, p. 421.
90. ↑  Del Boca, pp. 423-424.
91. ↑  Santangelo, p. 151.
92. ↑  Del Boca, pp. 428-429.
93. ↑  Del Boca, pp. 431-433.
94. ↑  Del Boca, pp. 434-435.
95. ↑  Del Boca, pp. 436-437.
96. ↑  Del Boca, p. 439.
97. ↑  Del Boca, pp. 442-443.
98. ↑  Dominioni, p. 258.
99. ↑  Del Boca, pp. 443-444.
100. ↑  Del Boca, pp. 444-445.
101. ↑  Del Boca, pp. 446-447.
102. ↑  Del Boca, pp. 447-449.
103. ↑  Del Boca, pp. 448-449.
104. ↑  Del Boca, p. 449.
105. 1 2  Santangelo, p. 158.
106. ↑  Del Boca, pp. 450-452.
107. ↑  Del Boca, p. 451.
108. ↑  Del Boca, p. 452.
109. ↑  Santangelo, p. 159.
110. ↑  Del Boca, pp. 453-454.
111. ↑  Del Boca, pp. 456-457.
112. ↑  Del Boca, pp. 459-461.
113. ↑  Del Boca, pp. 462-463.
114. ↑  Del Boca, pp. 463-464.
115. ↑  Del Boca, pp. 466-467.
116. ↑  Del Boca, pp. 468-470.
117. ↑  Del Boca, pp. 470-471.
118. ↑  Del Boca, p. 471.
119. ↑  Del Boca, pp. 471-472.
120. ↑  Del Boca, pp. 472-473.
121. ↑  Del Boca, pp. 474-476.
122. ↑  Del Boca, p. 487.
123. ↑  Santangelo, pp. 191-192.
124. ↑  Del Boca, p. 482.
125. ↑  Santangelo, pp. 192-193.
126. ↑  Santangelo, p. 194.
127. ↑  Santangelo, p. 195.
128. ↑  Dominioni, p. 259.
129. ↑  Del Boca, p. 497.
130. ↑  Del Boca, pp. 497-501.
131. ↑  De Boca, p. 502.
132. ↑  Santangelo, pp. 197-198.
133. ↑  Del Boca, pp. 502-503.
134. ↑  Del Boca, pp. 504-505.
135. ↑  Santangelo, pp. 199-200.
136. ↑  Santangelo, p. 201.
137. ↑  Del Boca, p. 514.
138. ↑  Santangelo, pp. 202-203.
139. ↑  Santangelo, pp. 204-205.
140. ↑  Santangelo, p. 206.
141. ↑  Santangelo, pp. 206-208.
142. ↑  Del Boca, pp. 527-528.
143. ↑  Del Boca, pp. 528-529.
144. ↑  Del Boca, pp. 530-531.
145. ↑  Del Boca, p. 530.
146. ↑   Alberto Rovighi, Le operazioni in Africa Orientale, vol. 1, Roma, Stato Maggiore dell'Esercito. Ufficio Storico, 1988,  p. 476.
147. ↑  Dominioni, p. 260.
148. 1 2  Rochat, p. 301.
149. ↑  Del Boca, p. 389.
150. ↑  Labanca, p. 210.
151. ↑  Rochat, pp. 301-302.
152. ↑  Del Boca, p. 348.
153. ↑  Labanca, p. 209.
154. ↑  Gooch, p. 217.
155. ↑  Santangelo, pp. 217-218.
156. ↑  Gooch, p. 222.
157. ↑  Del Boca, pp. 540-553.
158. ↑  Del Boca, pp. 548-549.
159. ↑  Del Boca, pp. 556-558.
160. ↑  Del Boca, pp. 559-560.
161. ↑  Del Boca, p. 556.